# 姫路市
姫路市（ひめじし）は、兵庫県の南西部（播磨地方）に位置する市。播磨圏域の中心都市である。また周辺自治体を含め、2015年時点で773,389人の姫路都市圏を形成する（2020年国勢調査速報値では756,946人）。中核市及び国際会議観光都市に指定されている。中播磨県民センターの管轄。

## 概要
神戸市に次いで兵庫県下2位の商工業生産額と人口を擁する都市であり、播磨地方の中心都市である。世界遺産の姫路城、書写山圓教寺、三大荒神興の一つとされる灘のけんか祭りなどの、播州の秋祭りが有名である。
他地方出身者は「姫路」を「ひめじ」と頭高型アクセントで読むことがあるが、地元の者にとっては違和感を覚える発音で、地元の発音（播州弁）では「ひめじ」と全て高く発音する。ちなみに、日本放送協会（NHK）の日本語標準アクセントでは「ひめじ」と読んでいる。

### 都市名の由来
姫路城の位置する姫山の古名「日女路（ひめじ）の丘」に由来するといわれる。この地名は古くはカイコをヒメコ（蚕子）と呼んでいたことから、かつてこの地が養蚕業の盛んな地域であったことにちなんで名付けられたとの説がある。『播磨国風土記』にも、「日女道丘（ひめじおか）」の地名が登場する。

## 地理

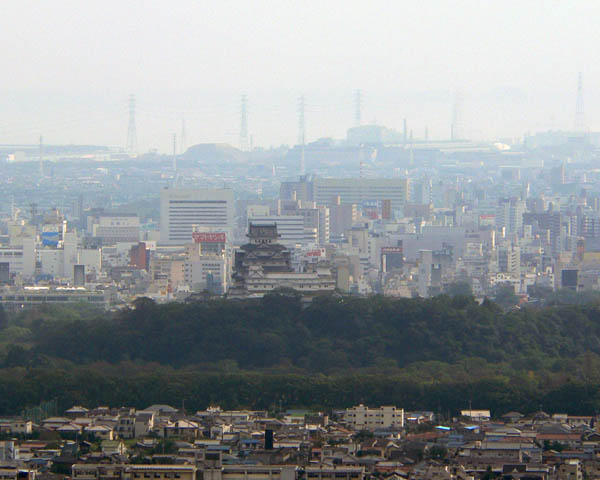
姫路城を姫路市街北方の広峰山より望む。

兵庫県の西部、播磨地方（旧飾磨県）の中心都市で播磨平野の中西部に位置し、市域の中東部を市川が、中部を船場川や野田川（外堀川、三左衛門堀）が、中西部を夢前川や大津茂川が、西端を揖保川が、それぞれ南流して播磨灘へ注ぐ。播磨灘沖には家島諸島がある。
姫路市の中心部に姫路城が建つ姫山、中心部北部に広峰山と増位山、北西部に書写山（書寫山）、北部に明神山、雪彦山がある。市域を東西に貫通する形で山陽新幹線、山陽本線、国道2号が通り、姫路駅は姫路城の真南1kmに位置する。市街地は姫路城の城下町が原型となっている。2006年（平成18年）3月にJR山陽本線等連続立体交差事業で高架化が実現、同時に姫路駅周辺の土地区画整理事業により姫路駅南側への発展も見られる。

### 気候
日本の気候区分でいう瀬戸内海式気候に属する。
冬は基本的には晴天の日が多いが、南岸低気圧通過時や強い冬型の気圧配置時など、年に数日積雪が見られることもある。太平洋高気圧に覆われる夏季には瀬戸内海沿岸特有の「凪」が発生し、日中の気温は35度を超える猛暑・酷暑となる日や、熱帯夜になる日もある。
年平均気温は15.6℃。降水量は年平均1254.7mmと日本国内では比較的少なめ。極値は、最低気温1963年1月24日 -10.0℃、最高気温2020年8月31日 38.0℃、月最深積雪1984年1月31日 19 cm。
旧家島町では下図の通り、より長い日照時間と少ない降水量であり、瀬戸内海式気候の特徴がさらに顕著である。
| 姫路市の気候                                            | 姫路市の気候 | 姫路市の気候 | 姫路市の気候 | 姫路市の気候  | 姫路市の気候  | 姫路市の気候  | 姫路市の気候  | 姫路市の気候 | 姫路市の気候 | 姫路市の気候 | 姫路市の気候 | 姫路市の気候 | 姫路市の気候     |
| 月                                                      | 1月          | 2月          | 3月          | 4月           | 5月           | 6月           | 7月           | 8月          | 9月          | 10月         | 11月         | 12月         | 年               |
| ------------------------------------------------------- | ------------ | ------------ | ------------ | ------------- | ------------- | ------------- | ------------- | ------------ | ------------ | ------------ | ------------ | ------------ | ---------------- |
| 最高気温記録 °C （°F）                                  | 17.5 (63.5)  | 21.6 (70.9)  | 24.6 (76.3)  | 28.0 (82.4)   | 31.8 (89.2)   | 34.9 (94.8)   | 37.3 (99.1)   | 38.0 (100.4) | 36.6 (97.9)  | 32.4 (90.3)  | 26.6 (79.9)  | 21.5 (70.7)  | 38.0 (100.4)     |
| 平均最高気温 °C （°F）                                  | 9.6 (49.3)   | 10.4 (50.7)  | 13.8 (56.8)  | 19.1 (66.4)   | 23.7 (74.7)   | 26.8 (80.2)   | 30.5 (86.9)   | 32.5 (90.5)  | 28.6 (83.5)  | 23.1 (73.6)  | 17.3 (63.1)  | 11.9 (53.4)  | 20.6 (69.1)      |
| 日平均気温 °C （°F）                                    | 4.4 (39.9)   | 5.0 (41)     | 8.3 (46.9)   | 13.6 (56.5)   | 18.5 (65.3)   | 22.4 (72.3)   | 26.4 (79.5)   | 27.8 (82)    | 23.8 (74.8)  | 17.9 (64.2)  | 11.9 (53.4)  | 6.6 (43.9)   | 15.6 (60.1)      |
| 平均最低気温 °C （°F）                                  | 0.2 (32.4)   | 0.5 (32.9)   | 3.2 (37.8)   | 8.2 (46.8)    | 13.5 (56.3)   | 18.5 (65.3)   | 23.0 (73.4)   | 24.0 (75.2)  | 19.8 (67.6)  | 13.4 (56.1)  | 7.3 (45.1)   | 2.4 (36.3)   | 11.2 (52.2)      |
| 最低気温記録 °C （°F）                                  | −10.0 (14)   | −7.8 (18)    | −7.6 (18.3)  | −2.0 (28.4)   | 1.5 (34.7)    | 7.9 (46.2)    | 13.0 (55.4)   | 14.3 (57.7)  | 8.9 (48)     | 1.7 (35.1)   | −2.0 (28.4)  | −7.4 (18.7)  | −10.0 (14)       |
| 降水量 mm （inch）                                      | 36.9 (1.453) | 48.6 (1.913) | 92.0 (3.622) | 104.7 (4.122) | 127.3 (5.012) | 160.4 (6.315) | 184.3 (7.256) | 105.4 (4.15) | 177.8 (7)    | 108.7 (4.28) | 61.2 (2.409) | 47.5 (1.87)  | 1,254.7 (49.398) |
| 降雪量 cm （inch）                                      | 1 (0.4)      | 4 (1.6)      | 0 (0)        | 0 (0)         | 0 (0)         | 0 (0)         | 0 (0)         | 0 (0)        | 0 (0)        | 0 (0)        | 0 (0)        | 1 (0.4)      | 6 (2.4)          |
| 平均降水日数 （≥1.0mm）                                 | 4.7          | 6.0          | 8.7          | 8.8           | 9.0           | 10.8          | 10.3          | 7.0          | 9.3          | 7.5          | 5.5          | 5.3          | 92.9             |
| 平均降雪日数                                            | 8.2          | 7.8          | 3.2          | 0.1           | 0             | 0             | 0             | 0            | 0            | 0            | 0.1          | 3.4          | 22.7             |
| % 湿度                                                  | 70           | 69           | 67           | 66            | 70            | 75            | 78            | 73           | 74           | 73           | 73           | 72           | 72               |
| 平均月間日照時間                                        | 149.1        | 142.5        | 173.7        | 191.8         | 203.1         | 156.0         | 172.1         | 209.9        | 158.8        | 167.4        | 154.8        | 155.1        | 2,034.4          |
| 出典：気象庁 (平均値：1991年-2020年、極値：1948年-現在) |              |              |              |               |               |               |               |              |              |              |              |              |                  |

| 家島 (姫路市家島町真浦字御室寺)の気候 | 家島 (姫路市家島町真浦字御室寺)の気候 | 家島 (姫路市家島町真浦字御室寺)の気候 | 家島 (姫路市家島町真浦字御室寺)の気候 | 家島 (姫路市家島町真浦字御室寺)の気候 | 家島 (姫路市家島町真浦字御室寺)の気候 | 家島 (姫路市家島町真浦字御室寺)の気候 | 家島 (姫路市家島町真浦字御室寺)の気候 | 家島 (姫路市家島町真浦字御室寺)の気候 | 家島 (姫路市家島町真浦字御室寺)の気候 | 家島 (姫路市家島町真浦字御室寺)の気候 | 家島 (姫路市家島町真浦字御室寺)の気候 | 家島 (姫路市家島町真浦字御室寺)の気候 | 家島 (姫路市家島町真浦字御室寺)の気候 |
| 月                                    | 1月                                   | 2月                                   | 3月                                   | 4月                                   | 5月                                   | 6月                                   | 7月                                   | 8月                                   | 9月                                   | 10月                                  | 11月                                  | 12月                                  | 年                                    |
| ------------------------------------- | ------------------------------------- | ------------------------------------- | ------------------------------------- | ------------------------------------- | ------------------------------------- | ------------------------------------- | ------------------------------------- | ------------------------------------- | ------------------------------------- | ------------------------------------- | ------------------------------------- | ------------------------------------- | ------------------------------------- |
| 最高気温記録 °C （°F）                | 17.1 (62.8)                           | 19.5 (67.1)                           | 21.6 (70.9)                           | 27.0 (80.6)                           | 28.5 (83.3)                           | 33.0 (91.4)                           | 34.8 (94.6)                           | 35.3 (95.5)                           | 34.5 (94.1)                           | 30.5 (86.9)                           | 24.5 (76.1)                           | 20.5 (68.9)                           | 35.3 (95.5)                           |
| 平均最高気温 °C （°F）                | 8.4 (47.1)                            | 9.0 (48.2)                            | 12.3 (54.1)                           | 17.5 (63.5)                           | 22.1 (71.8)                           | 25.3 (77.5)                           | 29.0 (84.2)                           | 30.8 (87.4)                           | 27.3 (81.1)                           | 22.1 (71.8)                           | 16.4 (61.5)                           | 10.9 (51.6)                           | 19.3 (66.7)                           |
| 日平均気温 °C （°F）                  | 5.2 (41.4)                            | 5.3 (41.5)                            | 8.2 (46.8)                            | 13.2 (55.8)                           | 17.9 (64.2)                           | 21.5 (70.7)                           | 25.4 (77.7)                           | 27.0 (80.6)                           | 23.7 (74.7)                           | 18.5 (65.3)                           | 13.1 (55.6)                           | 7.8 (46)                              | 15.6 (60.1)                           |
| 平均最低気温 °C （°F）                | 2.5 (36.5)                            | 2.3 (36.1)                            | 4.7 (40.5)                            | 9.4 (48.9)                            | 14.2 (57.6)                           | 18.7 (65.7)                           | 22.9 (73.2)                           | 24.3 (75.7)                           | 21.0 (69.8)                           | 15.6 (60.1)                           | 10.1 (50.2)                           | 5.0 (41)                              | 12.6 (54.7)                           |
| 最低気温記録 °C （°F）                | −5.3 (22.5)                           | −6.9 (19.6)                           | −2.2 (28)                             | 1.4 (34.5)                            | 6.6 (43.9)                            | 11.7 (53.1)                           | 16.5 (61.7)                           | 18.8 (65.8)                           | 13.3 (55.9)                           | 6.7 (44.1)                            | 2.4 (36.3)                            | −2.5 (27.5)                           | −6.9 (19.6)                           |
| 降水量 mm （inch）                    | 33.9 (1.335)                          | 43.5 (1.713)                          | 81.1 (3.193)                          | 81.1 (3.193)                          | 113.9 (4.484)                         | 147.4 (5.803)                         | 143.1 (5.634)                         | 85.9 (3.382)                          | 168.2 (6.622)                         | 106.9 (4.209)                         | 55.0 (2.165)                          | 43.1 (1.697)                          | 1,103 (43.425)                        |
| 平均降雨日数                          | 4.8                                   | 6.0                                   | 8.7                                   | 9.4                                   | 9.0                                   | 11.0                                  | 9.2                                   | 5.9                                   | 8.9                                   | 7.5                                   | 5.5                                   | 5.1                                   | 91.0                                  |
| 平均月間日照時間                      | 174.0                                 | 163.6                                 | 195.7                                 | 212.8                                 | 220.4                                 | 176.1                                 | 208.0                                 | 246.7                                 | 178.0                                 | 185.3                                 | 167.4                                 | 170.9                                 | 2,298.9                               |
| 出典：日本国気象庁 2025-03-04         |                                       |                                       |                                       |                                       |                                       |                                       |                                       |                                       |                                       |                                       |                                       |                                       |                                       |

### 隣接する自治体

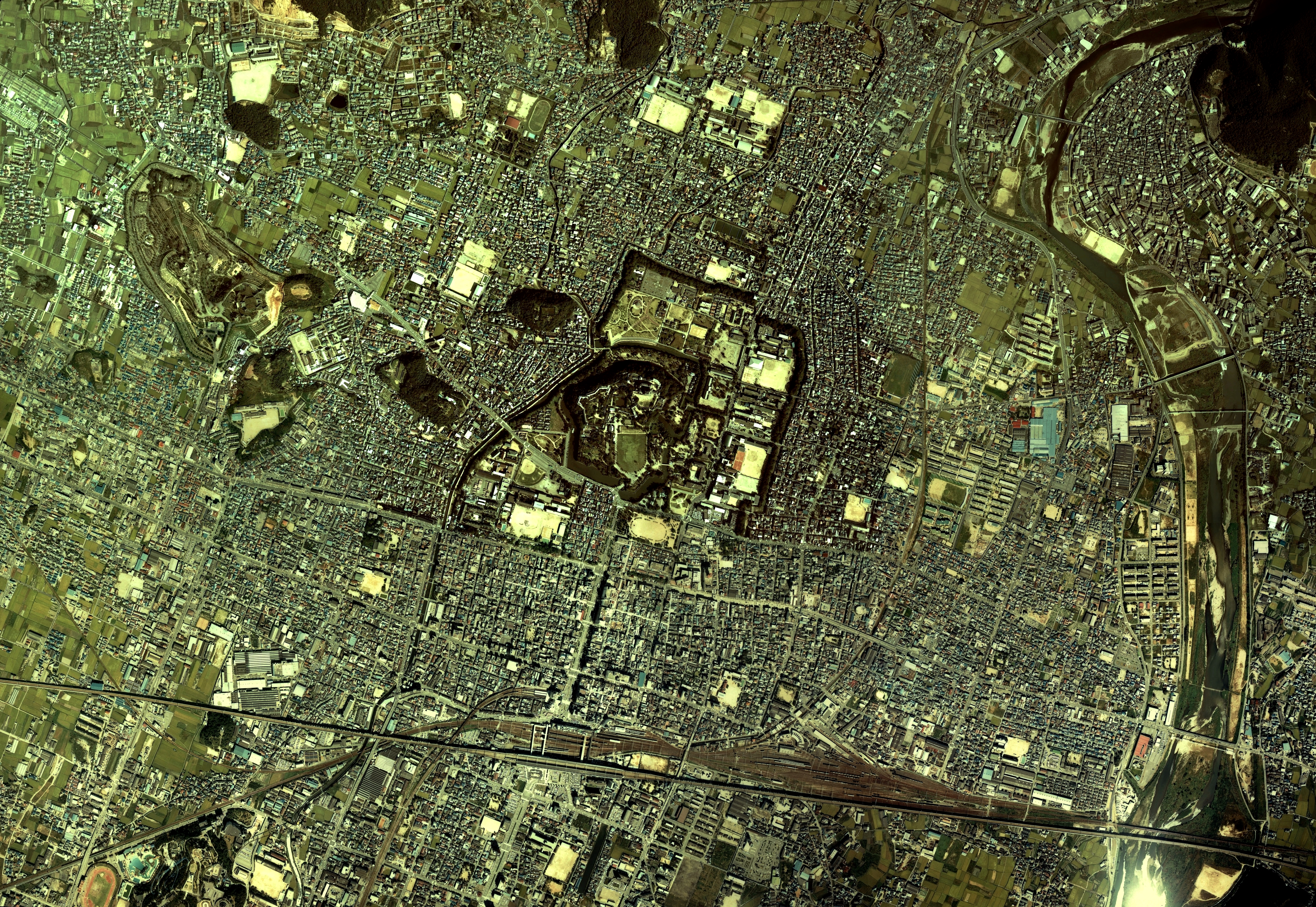
姫路市中心部周辺の空中写真。1980年撮影の10枚を合成作成。。

- 加古川市
- 高砂市
- 加西市
- たつの市
- 宍粟市
- 神崎郡：福崎町、神河町、市川町
- 揖保郡：太子町

#### 海上で隣接
- 兵庫県
  - 相生市
  - 赤穂市
- 香川県
  - 小豆郡：土庄町、小豆島町
- 岡山県
  - 備前市

## 歴史
奈良時代、播磨国の国府が置かれた。本町遺跡が国衙跡であると推定されている。
江戸時代には「西国将軍」「姫路宰相」と呼ばれた池田輝政によって姫路藩が成立し、姫路はその城下町として整備された。現在の市街地にも城下町の町割りが残る。
明治維新における廃藩置県の時期には、飾磨県の県庁所在地となった。しかし、1876年8月に飾磨県が兵庫県に編入されて以降は兵庫県に属している。
近代以前の歴史は、播磨国、姫路藩、姫路城#歴史・沿革の各項目も参照のこと。
- 1888年（明治21年）12月23日 山陽鉄道（現・西日本旅客鉄道山陽本線）姫路駅が開業。
- 1889年（明治22年）4月1日 市制施行により姫路市となる[8]。
- 1901年（明治34年）12月17日 市章を制定する[8][9]。
- 1923年（大正12年）8月19日 神戸姫路電気鉄道（現・山陽電気鉄道本線）明石・姫路間が開業[8]。
- 関東大震災で東京が甚大な被害を受け、首都移転が検討された際には、その候補地に挙がった。
- 1936年（昭和11年）姫津線（現・姫新線の姫路・津山間）の全通を記念して「国防と資源大博覧会」が姫路城前で開催される。
- 1941年（昭和16年）9月16日 - 網干駅構内で列車追突事故発生。120余人が死傷し、多くが龍野病院へ収容[10]。
- 1945年（昭和20年）6月22日・7月3日 姫路空襲により市街地を焼失するも[8]、姫路城の焼失は免れる。
- 1946年（昭和21年） 飾磨市など周囲7市町村を合併[8]。以後6度にわたって市域拡大。
- 1947年（昭和22年）6月13日 姫路市内に昭和天皇の戦後巡幸。姫路市公会堂、小学校、戦災者・引揚者の住宅、授産場、三菱電機工場などを視察[11]。
- 1949年（昭和24年）8月18日 姫路市歌を制定。
- 1953年（昭和28年）7月12日 姫路少年刑務所で暴動が発生。近隣の矯正施設、警察、消防団の応援を受けて制圧に成功したが、刑務所の職員20人、受刑者4人が負傷[12]。
- 1958年（昭和33年）4月10日 山陽本線が姫路駅まで電化される。
- 1964年（昭和39年）姫路城の「昭和の大修理」竣工[8]。
- 1966年（昭和41年）「姫路大博覧会」が手柄山、大手前公園、名古山霊苑で開催される[8]。
- 1969年（昭和44年）5月3日市制80周年記念式典を記念して市旗を制定する[8][13]。
- 1972年（昭和47年）3月15日 山陽新幹線姫路駅が開業[8]。
- 1980年（昭和55年）5月現市役所完成・移転[8]。
- 1989年（平成元年）市制100周年記念行事「姫路百祭シロトピア」開催[8]。
- 1996年（平成8年）4月1日 中核市に指定される[8]。
- 2008年（平成20年） 「姫路菓子博2008」が姫路城横で開催される[8]。
- 2009年（平成21年）8月 市のイメージキャラクターを公募した結果、「しろまるひめ」に決定した。
- 2011年（平成23年）11月 B-1グランプリ（本大会と「近畿・中国・四国地方大会」）が姫路城周辺で開催された[8]。
- 2018年（平成30年） - 坂元町、本町（一部）、福中町、西二階町（一部）、魚町、立町、塩町、十二所前町（一部）の地域が暴力団排除条例の改正に伴い暴力団排除特別強化地域に指定[14]。

### 行政区域の変遷
姫路市の市制施行当初の範囲は、姫路城の周囲・内町とその周辺（船場・神谷・野里地区のそれぞれ一部）に限られていた。戦前から周囲の町村の合併を繰り返し、12回の市町村合併を経て、県下第4位の面積を有する市となった。
- 1889年（明治22年）4月1日 - 市制の施行により、飾東郡姫路小利木町・姫路鷹匠町・姫路増井町・姫路柳町・姫路材木町・姫路景福寺前・姫路柿山伏・姫路農人町・姫路吉田町・姫路龍野町一丁目・姫路龍野町二丁目・姫路龍野町三丁目・姫路龍野町四丁目・姫路龍野町五丁目・姫路龍野町六丁目・姫路小姓町・姫路博労町・姫路米田町・姫路上片町・姫路地内町・姫路相生町・姫路西富田町・姫路富田町・姫路下片町・姫路西下片町・姫路大蔵前町・姫路坂元町・姫路本町・姫路綿町・姫路東二階町・姫路中二階町・姫路西二階町・姫路福中町・姫路俵町・姫路竪町・姫路福中橋内新町・姫路西魚町・姫路恵美酒町・姫路西呉服町・姫路中呉服町・姫路東呉服町・姫路大工町・姫路東紺屋町・姫路西紺屋町・姫路西塩町・姫路新身町・姫路上白銀町・姫路南町・姫路加納町・姫路十二所前・姫路下白銀町・姫路光源寺前・姫路直養・姫路亀井町・姫路古二階町・姫路中魚町・姫路茶町・姫路伽屋町・姫路和泉町・姫路元塩町・姫路平野町・姫路北条口・姫路東魚町・姫路大黒町・姫路坂田町・姫路壱丁目・姫路下寺町裏・姫路国府寺町・姫路西神谷町・姫路天神町・姫路橋元町・姫路橋元新町・姫路神谷南裏・姫路神谷北裏・姫路鋳物師町・姫路五軒邸・姫路上久長町・姫路下久長町・姫路堺町・姫路生野町・姫路橋之町・姫路金屋町・姫路八木町・姫路福居町・姫路同心町・姫路五郎右衛門邸・姫路鍵町・姫路鍛冶町・姫路竹田町・姫路河間町・姫路坊主町・姫路福本町・姫路米屋町・姫路野里寺町・姫路威徳寺町・姫路大野町・福中村・中村および国府寺村の一部・野里村の一部（字梅ヶ坪）・豊沢村の一部の区域をもって姫路市が発足。
- 1912年（明治45年）4月1日 - 飾磨郡国衙村・市殿村の一部を編入[8]。
- 1925年（大正14年）4月1日 - 飾磨郡城北村を編入[8]。
- 1933年（昭和8年）4月1日 - 飾磨郡水上村・神崎郡砥堀村を編入[8]。
- 1935年（昭和10年）10月1日 - 飾磨郡城南村・高岡村を編入[8]。
- 1936年（昭和11年）4月1日 - 飾磨郡安室村・荒川村・手柄村を編入[8]。
- 1946年（昭和21年）3月1日 - 飾磨市・飾磨郡白浜町・広畑町・揖保郡網干町・大津村・勝原村・余部村と合併し、改めて姫路市が発足[8]。
  - 1946年の合併はGHQ指揮下でアメリカ第31軍政部部長のニコラス・D・ラモート中佐が関与したことから「ラモート合併」と称される（後述）。
- 1954年（昭和29年）7月1日 - 飾磨郡八木村・糸引村・曽左村・余部村・揖保郡太市村を編入[8]。
- 1957年（昭和32年）10月1日 - 印南郡別所村・飾磨郡四郷村・御国野村・花田村を編入[8]。
- 1958年（昭和33年）1月1日 - 飾磨郡飾東村・神崎郡神南町・印南郡的形村を編入[8]。
- 1959年（昭和34年）5月1日 - 印南郡大塩町を編入[8]。
- 1967年（昭和42年）3月5日 - 揖保郡林田町を編入[8]。
- 2006年（平成18年）3月27日 - 飾磨郡家島町・夢前町・神崎郡香寺町・宍粟郡安富町を編入[8]。これにより、飾磨郡及び宍粟郡が消滅。

#### 姫路市の「区」
政令指定都市でも合併特例法で成立した市でもないが、市の一部に広域地名としての「区」が存在する。市の南部から西南部にかけて、飾磨区・広畑区・大津区・勝原区・網干区・余部区の6区がある。
1946年（昭和21年）3月1日に（旧）姫路市と飾磨市、飾磨郡広畑町、白浜町、揖保郡網干町、大津村、勝原村、余部村との合併（ラモート合併）により（新）姫路市が誕生した際に、白浜町以外の6市町村に「区」をつけた名残である（当時は地方自治法施行前。白浜町のみは当初から「区」をつけなかった）。この合併は当時の市長・原惣兵衛の戦前からの悲願であり、ラモート中佐も「戦災で焼けた姫路市と、それを取り巻いている周辺市町村がばらばらになっていては、国に対する要請も力が弱いし、地域ごとの復興も微力で出来ない。弱い市町村が合併することで大きな団体になり、復興に当たるべきである」 と合併を促した。戦前は飾磨市など合併に否定的な市町村もあったが、戦後で状況が一変したことから原は「合併は占領軍の意向であること」 を根拠に合併を迫り、各市町村もこれに応じた。
これは地名の一部であり、例えば「飾磨区○○」で一つの地名であり、区役所はなく、法人格もない。地域自治区でもない。かつて福井県小浜市の一部でも同じ手法が取り入れられていたほか、山口県周南市の旧徳山市一部地域や宇部市でも同様のケースがある。
ラモート中佐は播磨地区の他の町村でも大合併を説いたり（高砂町・加古川町など）、ラモート合併に触発されて大合併を志向する動き（相生市・龍野町など）もみられたが、いずれも姫路市ほどの大合併には至らなかった。

#### 政令指定都市への移行
姫路市は将来的な政令指定都市への移行を公言している。
2004年3月までは姫路市・家島町・夢前町・香寺町・安富町の間で姫路地域任意合併協議会が設置されていたが、翌月の4月より姫路市・香寺町・安富町との姫路地域法定合併協議会が、7月より姫路市・家島町合併協議会および姫路市・夢前町合併協議会が設置され、最終的に2005年2月8日にこの4町と姫路市の合併協定書が調印された。これにより2006年3月27日に家島町・夢前町・香寺町・安富町が姫路市へ編入された。
政令指定都市の指定要件は、合併する新市を対象に人口70万人に緩和されたが、合併後の姫路市の人口は約53万人であるため、第2次、第3次の合併や指定要件の更なる緩和を働きかける等、中長期的に政令指定都市の実現を目指したが、さらなる合併交渉は進まなかった。2013年に姫路市は地方中枢拠点都市圏を提唱、これは2015年に連携中枢都市圏として法律上の裏付けのある制度となり、この構想に基づき、姫路市は加古川市やたつの市等を含む周辺7市8町と播磨圏域連携中枢都市圏連携協約を締結した。当面は合併交渉よりも緩やかな周辺市町との連携を重視することとし、合併による政令市移行は事実上棚上げ状態となっている。

#### 本町68番地
姫路城所在地である姫路市本町68番地には、周囲の病院・高校・美術館なども含まれており、単独の番地（街区）としては皇居の千代田区千代田1番街区に次ぐ広さといわれる。本町68番地は本来は姫路城の中曲輪の内側であり、近代には軍用地として陸軍歩兵第10連隊・同第39連隊等が置かれていた場所である。

## 行政

### 歴代市長
（括弧内）は在職期間
市制施行後の官選市長
有留清（1889年（明治22年）7月-1898年（明治31年）8月）
小畑茂穂（1898年（明治31年）11月-1900年（明治33年）7月）
大野親温（1900年（明治33年）11月-1901年（明治34年）2月）
大塚武臣（1901年（明治34年）6月-1909年（明治42年）4月）
堀音吉（1909年（明治42年）6月-1915年（大正4年）6月）
姫路城中堀の埋め立てを推進し道路化（現在の国道2号）したため「堀埋吉」とあだ名された。
井上正進（1915年（大正4年）11月-1919年（大正8年）11月）
杉山義治（1920年（大正9年）4月-1924年（大正13年）4月）
滋岡長彦（1924年（大正13年）9月-1930年（昭和5年）2月）
佐藤復三（1930年（昭和5年）8月-1934年（昭和9年）8月）
田寺俊信（1934年（昭和9年）9月-1938年（昭和13年）9月）
蔵重久（1939年（昭和14年）5月-同年6月）
坪井勧吉（1939年（昭和14年）10月-1943年（昭和18年）10月）
原惣兵衛（1943年（昭和18年）10月-1946年（昭和21年）2月）
原惣兵衛（臨時代理者）（1946年（昭和21年）3月-同年4月）
宮垣幸吉（臨時代理者）（1946年（昭和21年）4月-同年6月）
石見元秀（1946年（昭和21年）7月-1947年（昭和22年）4月）
公選市長
公選市長はいずれも、旧制姫路中学校→現在の姫路西高校の卒業生である。
石見元秀（1947年（昭和22年）4月-1967年（昭和42年）4月）
官選最後および公選初の市長。
吉田豊信（1967年（昭和42年）4月-1983年（昭和58年）4月）
戸谷松司（1983年（昭和58年）4月-1995年（平成7年）4月）
堀川和洋（1995年（平成7年）4月-2003年（平成15年）4月）
石見利勝（2003年（平成15年）4月-2019年（平成31年）4月）
清元秀泰（2019年（平成31年）4月-現職

### 選挙
衆議院小選挙区は旧家島、夢前、香寺、安富町が兵庫県第12区、それ以外の区域（平成の大合併以前の姫路市域）が兵庫県第11区となる。

### 県の機関
- 兵庫県中播磨県民センター
- 姫路警察署・飾磨警察署・網干警察署

### 国の機関
裁判所
- 神戸地方裁判所姫路支部
- 神戸家庭裁判所姫路支部
- 姫路簡易裁判所

法務省
- 神戸地方検察庁姫路支部
- 姫路区検察庁
- 神戸地方法務局姫路支局
- 神戸保護観察所姫路駐在官事務所
- 姫路少年刑務所・姫路拘置支所
- 大阪出入国在留管理局神戸支局姫路港出張所

財務省
- 姫路税務署
- 神戸税関姫路税関支署

厚生労働省
- 姫路労働基準監督署
- 姫路公共職業安定所

日本年金機構
- 日本年金機構姫路年金事務所

農林水産省
- 兵庫農政事務所
  - 地域第一課
  - 姫路統計・情報センター
- 神戸植物防疫所姫路出張所
- 近畿中国森林管理局兵庫森林管理署姫路森林事務所

国土交通省
- 近畿地方整備局姫路河川国道事務所
- 第五管区海上保安本部姫路海上保安部
- 神戸運輸監理部
  - 姫路海事事務所
  - 姫路自動車検査登録事務所

防衛省
- 自衛隊兵庫地方協力本部姫路地域事務所
- 陸上自衛隊姫路駐屯地

### 防衛関連施設
太平洋戦争前は、大日本帝国陸軍の第10師団司令部、歩兵第10連隊や姫路陸軍衛戍病院などが、姫路城内およびその周辺に置かれ、後に野砲兵第10連隊が姫路城の北方に置かれた。現在、姫路陸軍衛戍病院は国立病院機構姫路医療センターに、野砲兵連隊の跡地に陸上自衛隊中部方面特科連隊・第3高射特科大隊等が駐屯する姫路駐屯地が置かれている。

## 議会

### 兵庫県議会
- 選挙区：8名
- 定数：8名
- 任期：2023年（令和5年）4月30日 - 2027年（令和9年）4月29日

| 当落 | 候補者名   | 年齢 | 所属党派     | 新旧別 | 得票数   | 得票率 |
| ---- | ---------- | ---- | ------------ | ------ | -------- | ------ |
| 当   | 飯島義雄   | 63   | 日本維新の会 | 新     | 24,320票 | 15.53% |
| 当   | 竹内英明   | 49   | 無所属       | 現     | 18,658票 | 11.92% |
| 当   | 松尾智美   | 47   | 公明党       | 新     | 16,313票 | 10.42% |
| 当   | 天野文夫   | 66   | 公明党       | 現     | 14,404票 | 9.20%  |
| 当   | 戸井田祐輔 | 40   | 自由民主党   | 現     | 14,319票 | 9.15%  |
| 当   | 北野実     | 63   | 自由民主党   | 現     | 14,268票 | 9.11%  |
| 当   | 坂田隆徳   | 43   | 日本維新の会 | 新     | 14,147票 | 9.04%  |
| 当   | 水田裕一郎 | 58   | 自由民主党   | 現     | 13,879票 | 8.86%  |
|      | 五島壮一郎 | 38   | 自由民主党   | 現     | 13,760票 | 8.79%  |
|      | 入江次郎   | 49   | 日本共産党   | 現     | 12,502票 | 7.98%  |

### 衆議院
兵庫県第11区
- 選挙区：兵庫11区（姫路市 (旧家島町・夢前町・香寺町・安富町域を除く) )
- 任期：2024年10月28日 -
- 投票日：2024年10月27日
- 当日有権者数：394,989人
- 投票率：48.32％

| 当落 | 候補者名 | 年齢 | 所属党派     | 新旧別 | 得票数   | 得票率 | 重複 |
| ---- | -------- | ---- | ------------ | ------ | -------- | ------ | ---- |
| 当   | 松本剛明 | 65   | 自由民主党   | 前     | 89,943票 | 48.53% | ○    |
|      | 住吉寛紀 | 39   | 日本維新の会 | 前     | 59,738票 | 32.23% | ○    |
|      | 山下聖   | 39   | 参政党       | 新     | 18,261票 | 9.85%  |      |
|      | 苦瓜一成 | 70   | 日本共産党   | 新     | 17,397票 | 9.39%  |      |

兵庫県第12区
- 選挙区：兵庫12区（姫路市 (旧家島町・夢前町・香寺町・安富町域)、相生市、たつの市、赤穂市、宍粟市、神崎郡、揖保郡、赤穂郡、佐用郡)
- 任期：2024年10月28日 -
- 投票日：2024年10月27日
- 当日有権者数：273,902人
- 投票率：56.17％

| 当落 | 候補者名   | 年齢 | 所属党派     | 新旧別 | 得票数   | 得票率 | 重複 |
| ---- | ---------- | ---- | ------------ | ------ | -------- | ------ | ---- |
| 当   | 山口壮     | 70   | 自由民主党   | 前     | 72,374票 | 48.98% | ○    |
| 比当 | 池畑浩太朗 | 59   | 日本維新の会 | 前     | 56,464票 | 38.21% | ○    |
|      | 太田清幸   | 69   | 日本共産党   | 新     | 14,006票 | 9.48%  |      |
|      | 山田敏良   | 69   | 無所属       | 新     | 4,932票  | 3.34%  |      |

比例代表
| 政党名称 | 政党名称     | 得票数       | 得票率 |
| -------- | ------------ | ------------ | ------ |
|          | 自由民主党   | 50,701票     | 24.16% |
|          | 日本維新の会 | 41,130票     | 19.66% |
|          | 公明党       | 27,272票     | 13.04% |
|          | 立憲民主党   | 27,211.542票 | 13.01% |
|          | 国民民主党   | 16,021.647票 | 7.66%  |
|          | れいわ新選組 | 13,116票     | 6.27%  |
|          | 日本共産党   | 10,413票     | 4.98%  |
|          | 参政党       | 09,658票     | 4.62%  |
|          | 日本保守党   | 06,606票     | 3.16%  |
|          | 社会民主党   | 02,386票     | 1.18%  |

## 姉妹都市・提携都市・姉妹城

### 日本国内
姉妹都市
- 松本市（長野県、1966年11月17日提携）[24]
- 鳥取市（鳥取県、1972年3月8日提携）[24][25][26]

提携都市
災害時相互応援協定
- 豊田市（愛知県）
1996年5月29日 榊原公ゆかり都市災害時相互応援協定
- 上越市（新潟県）
1996年5月29日 榊原公ゆかり都市災害時相互応援協定
- 館林市（群馬県）
1996年5月29日 榊原公ゆかり都市災害時相互応援協定

### 海外
姉妹都市
- シャルルロワ市（ベルギー、1965年7月13日提携）[24]
- フェニックス市（アメリカ合衆国アリゾナ州、1976年11月3日提携）[24]。フェニックス市に鷺鳳園を築造した。
- アデレード市（オーストラリアサウスオーストラリア州、1982年4月19日提携）[24]
- クリチバ市（ブラジルパラナ州、1984年5月14日提携）[24]
- 太原市（中華人民共和国山西省、1987年5月20日提携）[24]
- 昌原市（大韓民国慶尚南道、2000年4月18日に馬山市と提携。）[24]

## 地域

### 人口
2000年以降、人口は概ね横ばいである。
| |                                        |  |
| 姫路市と全国の年齢別人口分布（2005年） | 姫路市の年齢・男女別人口分布（2005年） |  |
| ■紫色 ― 姫路市 ■緑色 ― 日本全国 | ■青色 ― 男性 ■赤色 ― 女性              |  |
| 姫路市（に相当する地域）の人口の推移 \| 1970年（昭和45年） \| 447,666人 \| \| \| 1975年（昭和50年） \| 479,360人 \| \| \| 1980年（昭和55年） \| 494,825人 \| \| \| 1985年（昭和60年） \| 506,101人 \| \| \| 1990年（平成2年） \| 509,129人 \| \| \| 1995年（平成7年） \| 527,854人 \| \| \| 2000年（平成12年） \| 534,969人 \| \| \| 2005年（平成17年） \| 536,232人 \| \| \| 2010年（平成22年） \| 536,270人 \| \| \| 2015年（平成27年） \| 535,644人 \| \| \| 2020年（令和2年） \| 530,495人 \| \| |                                        |  |
| 総務省統計局 国勢調査より |                                        |  |
| 1970年（昭和45年） | 447,666人                              |  |
| 1975年（昭和50年） | 479,360人                              |  |
| 1980年（昭和55年） | 494,825人                              |  |
| 1985年（昭和60年） | 506,101人                              |  |
| 1990年（平成2年） | 509,129人                              |  |
| 1995年（平成7年） | 527,854人                              |  |
| 2000年（平成12年） | 534,969人                              |  |
| 2005年（平成17年） | 536,232人                              |  |
| 2010年（平成22年） | 536,270人                              |  |
| 2015年（平成27年） | 535,644人                              |  |
| 2020年（令和2年） | 530,495人                              |  |

## 産業

### 第一次産業
市北部を中心に野菜・果物の露地栽培が盛んである。水田も多く残っているが、近年その宅地化が著しい。市川・夢前川から流れ込む栄養分によって播磨灘の魚介類は豊富で美味であり、漁業も盛んである。兵庫県内に2つある中央卸売市場の1つ、姫路市中央卸売市場が置かれている。

### 第二次産業
播磨臨海工業地帯の中核都市である。戦前から、臨海部に日本製鉄（旧：日本製鐵→富士製鐵→新日本製鐵→新日鐵住金）広畑製鐵所や山陽特殊製鋼、合同製鐵、大和工業の工場が設置され、製鉄業が発展したが、近年は高炉の操業停止などにより、縮小傾向にある。
他に東芝姫路工場（余部区：主に個別半導体などを製造。他に近隣の太子町にある姫路半導体工場のほか、姫路市内には東芝グループ各社の工場なども存在。）や三菱電機姫路製作所（千代田町・広畑区富士町など、合計約15.2万平方メートル。主に自動車電装品事業を手掛ける。）に加え、ダイセル姫路製造所（広畑工場と網干工場）や日本化薬姫路工場（豊富町）、日本触媒姫路製造所（網干区）、住友精化姫路工場（飾磨区）などの化学品工場。またウシオ電機（姫路市で創業：現本社は東京）や吉川工業（新日鉄広畑製鐵所に併設）といったエレクトロニクス関連工場など、市内には大規模な工場が多い。さらに関西電力の姫路第一発電所・姫路第二発電所や、大阪ガスの姫路製造所（LNG（液化天然ガス）基地）なども立地している。
2010年には、飾磨区妻鹿日田町 にパナソニックが液晶パネル工場を稼働開始した。周辺部材工場も集積している。敷地面積は約48万m2で、総投資額は約3000億円であった。併せて大日本印刷姫路工場（第8世代液晶用カラーフィルターを生産）も設けられている。
そのほか、餡菓子・餃子等製造の御座候、蒲鉾・竹輪製造のヤマサ蒲鉾、手袋の製造・販売大手のショーワグローブ、プロジェクター用ランプ大手のフェニックス電機、フラットディスプレイ光学フィルター製造・太陽光発電パネル製造販売大手のフジプレアム、モーター・ポンプ製造・販売大手の三相電機、船舶用電機最大手の西芝電機（旧東芝網干工場が分社化）、自動販売機等製造最大手のグローリーなどが姫路市に本社を置いている。
地場産業としては、皮革、ゼラチン（膠）、マッチ製造、製鎖などがある。ちなみに姫路仏壇、姫路白なめし革細工、明珍火箸、しらさぎ染、和蝋燭、姫路独楽、姫路張り子玩具は、県の伝統工芸品に指定されている。

### 第三次産業

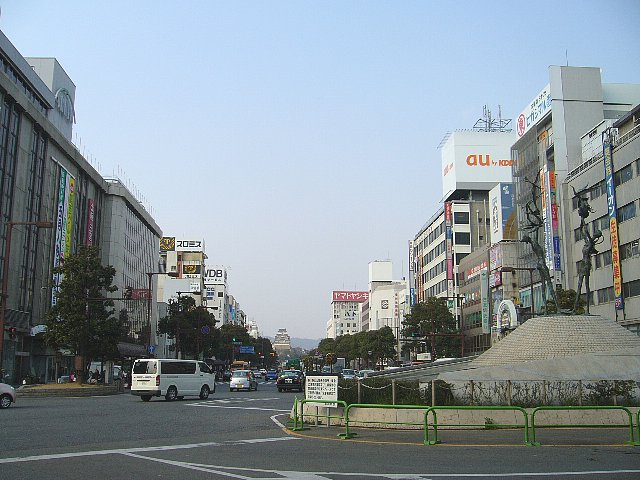
大手前通り。姫路駅前から

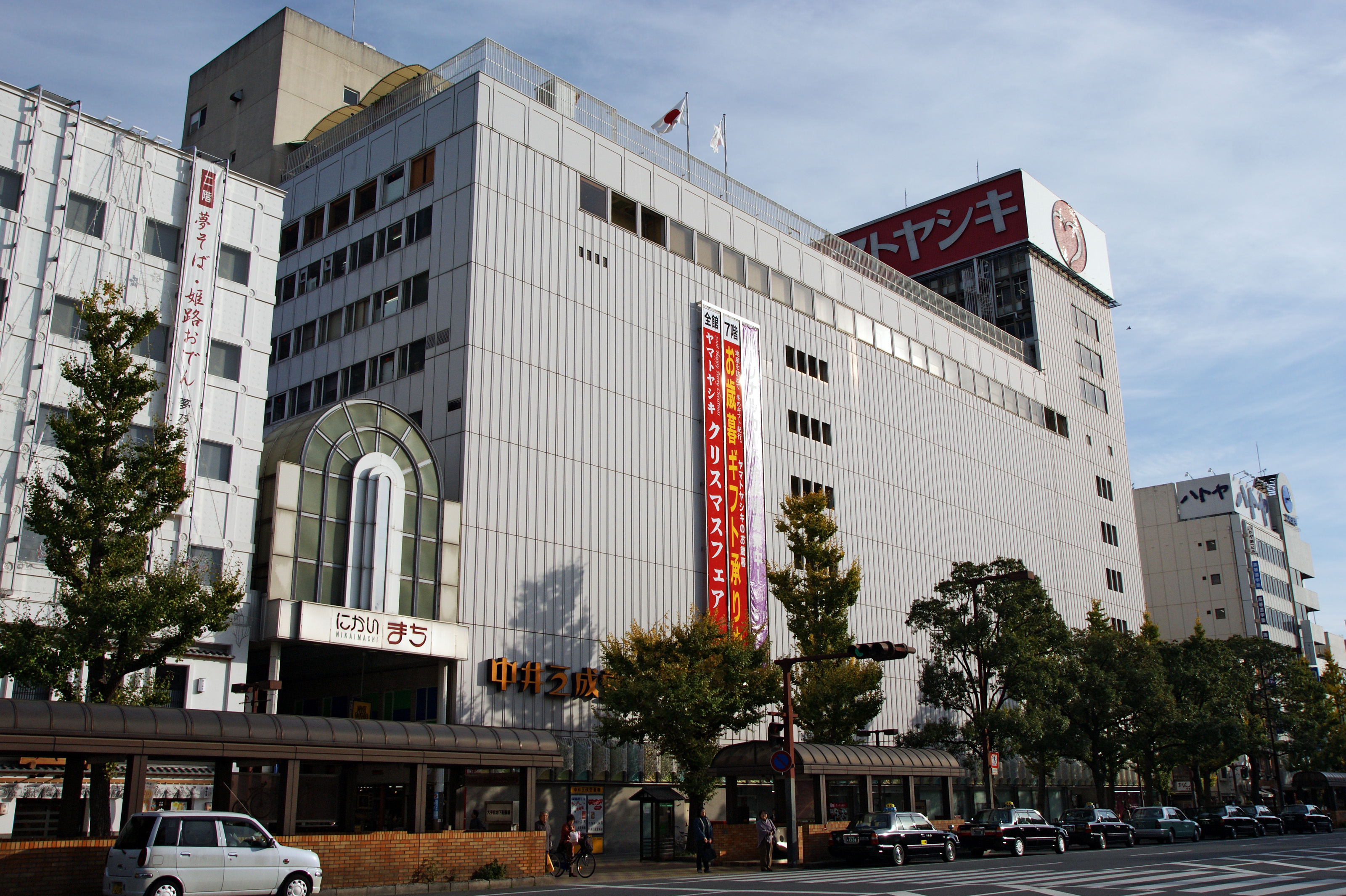
ヤマトヤシキ姫路店（2018年2月28日閉店）

西松屋チェーン（ベビー・子供向け衣料販売）、神姫バスなどが本社を置くほか、多数の企業が支社・支店や出張所を置く。
商業施設
- 山陽百貨店
- ピオレ姫路（JR西日本アーバン開発）
- ゆめタウン姫路
- イオン姫路店 2011年2月28日まで姫路サティ（運営会社は株式会社マイカル→イオンリテール株式会社）
- イオンモール姫路リバーシティー
- イオンタウン姫路
- イオンモール姫路大津
- ハローズ香寺モール
- ハローズ広畑店
- ハローズ東姫路モール
- ハローズ夢前台モール

過去に存在した店舗
- Dマート花北店（建物は2002年よりヴィーナスギャラリー花北店）

商店街
- 二階町通り
- みゆき通り
- 小溝筋
- 二階町商店街・西二階町商店街
- 野里商店街

歓楽街
- 魚町
- 塩町
- 立町
- 十二所前町
- 坂元町
- 福中町

### 特産・名産
工芸品
- しらさぎ染
- 姫路独楽
- 姫路白なめし革細工
- 姫路張子玩具
- 姫路仏壇

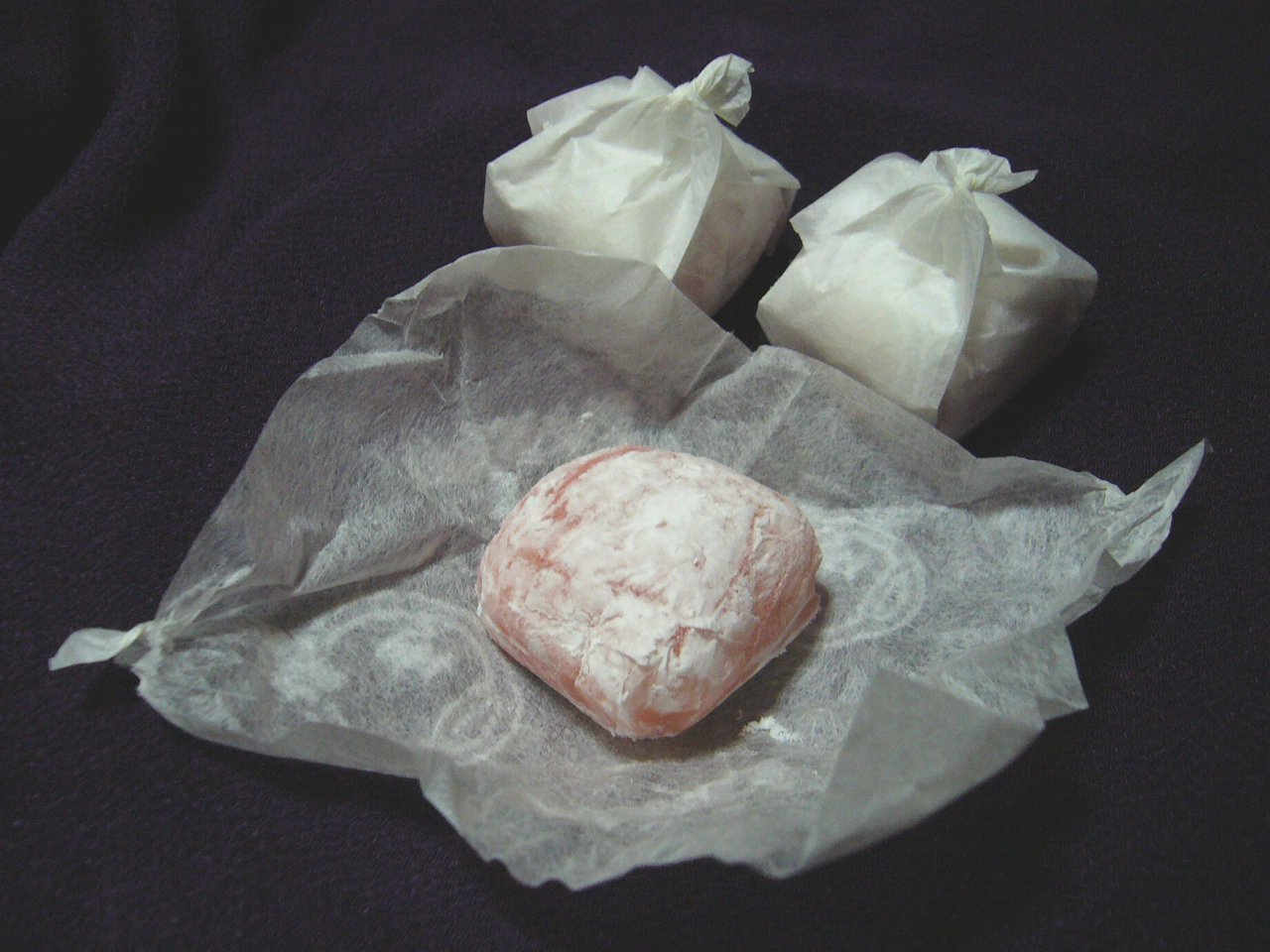
玉椿

- 明珍火箸（火箸をまとめて風鈴としたもの） - 甲冑職人の末裔・明珍家が制作。

食品
- 姫路ラーメン
- ちゃんぽん焼き - 姫路独自の麺料理で「焼うどん」と「焼きそば」をミックスしたもの。
- いかなごの釘煮
- えきそば
- かりんとう - 播州駄菓子として知られ、棒状の生地に黒砂糖の衣を絡めた物のほかに様々な形、材料を用いた物がある。いずれも固い生地を特徴とする[27]。
- 御座候（回転焼き）
- 東來春シュウマイ
- 太市のタケノコ
- 玉椿（茶菓子）
- アーモンドトースト - 喫茶店でモーニングメニューとして提供される[28]。
- 姫路おでん
- 焼きアナゴ
- ハトヤのハトミン - 野菜フライ、玉ねぎ天とも。

有名な播州手延素麺の揖保乃糸は、姫路でも盛んに宣伝、販売されているが、産地という点ではたつの市など揖保川中流が本場である。同様に塩味饅頭も赤穂市が本場である。

### 金融
姫路市の指定金融機関は三井住友銀行で、市中心部・南部に複数の支店を有する。他の都市銀行は、三菱UFJ銀行・みずほ銀行・りそな銀行がそれぞれ中播・西播地区で唯一の支店を大手前通り沿いに置いている。地方銀行・第二地方銀行では兵庫県地盤のみなと銀行・但馬銀行が市内に複数の支店を有し、ほかに中国・四国地方本拠の銀行の姫路支店が姫路駅 - 姫路城周辺に置かれている。
信用金庫は、播州信用金庫・姫路信用金庫・兵庫信用金庫の3庫が市内に本店及び複数の支店を置く。また隣接市に本店を置く但陽信用金庫・西兵庫信用金庫、県北部が本拠の但馬信用金庫も姫路市内に複数の支店を置いている。
信用組合は、兵庫県信用組合、兵庫県医療信用組合、淡陽信用組合、兵庫ひまわり信用組合の4組合が市内に支店を置く。
第二次大戦前には、三十八銀行と姫路銀行の本店が姫路に置かれていた。しかし、戦時体制の進展にともない、銀行や新聞社は「一県一社」にまとめられ、県庁所在地のみの立地となった。この中で、三十八銀行と姫路銀行は、合併により神戸銀行（後の太陽神戸銀行、さくら銀行、現在は三井住友銀行、みなと銀行）となった。全国的に、県庁所在地に銀行が多く、県庁所在地以外の都市に信用金庫が多いのは、この名残となっている。

### インフラ
- 下水道整備状況 - 人口普及率93.1%（20221年末現在）
- ケーブルテレビ - 姫路ケーブルテレビWINK
- コミュニティ放送 - 姫路シティFM21（FM GENKI）
- ブロードバンド - NTT西日本（フレッツ 光ネクスト）、オプテージ 、姫路ケーブルテレビ、ほか

### 病院
市立病院は過去に伝染病予防法に基づいて設置されていた隔離病舎の「御立病院」 のみで、同法の廃止後は市立病院が存在しない。その背景として、市内に公営・民営の大病院がすでに多く存在している事情が大きい。以下は2023年2月時点で100床以上（太字は200床以上）を有する市内の病院である。
市中部（市川~夢前川間）
- 国立病院機構姫路医療センター
- 兵庫県立はりま姫路総合医療センター
- 姫路赤十字病院
- 高岡病院
- 姫路聖マリア病院
- 仁恵病院
- 入江病院
- 城陽江尻病院
- 姫路中央病院
- 姫路愛和病院
- 神野病院

市東部（市川より東）
- 播磨大塩病院
- 石川病院
- 井野病院
- 姫路第一病院

市西部（夢前川より西）
- ツカザキ病院
- 三栄会広畑病院
- 酒井病院

### 姫路発祥の主な企業
Category:姫路市の企業も参照
- 泉平
- グローリー
- ヤマサ蒲鉾
- 大和工業
- 山陽特殊製鋼
- 西松屋チェーン
- ノアインドアステージ
- 播州信用金庫
- 御座候
- フタギ（ジャスコ→イオンの前身企業の1社）
- 神姫バス
- 住友精化（前身の一社の「製鉄化学工業」は現在の姫路工場）
- 西芝電機
- WDBホールディングス
- サイプレス・ソリューションズ
- ウシオ電機（現在は東京に本社）
- カマタニ
- 廣栄武道具
- 虹技
- 三立製作
- 山陽色素
- 山陽製粉
- ショーワグローブ
- シンキ（現在は東京に本社）
- 成田珈琲
- フジプレアム
- 長谷工コーポレーション
- ハマダコンフェクト（現在は加古川市に本社）
- 浜屋
- ハリマ共和物産
- ヒメプラ
- フェニックス電機
- 文化シヤッター（現在は東京に本社）
- マックスバリュ西日本（現在は広島市に本社。企業統合により現在はフジ）
- まねき食品
- パリミキホールディングス（「メガネのパリミキ」を展開する眼鏡専門店。現在は東京に本社）
- 美樹工業
- モトヤ（現在は大阪と東京に本社）
- ヤヱガキ酒造
- 関西フーズ（「力丸」の屋号で回転寿司チェーン店を展開。）

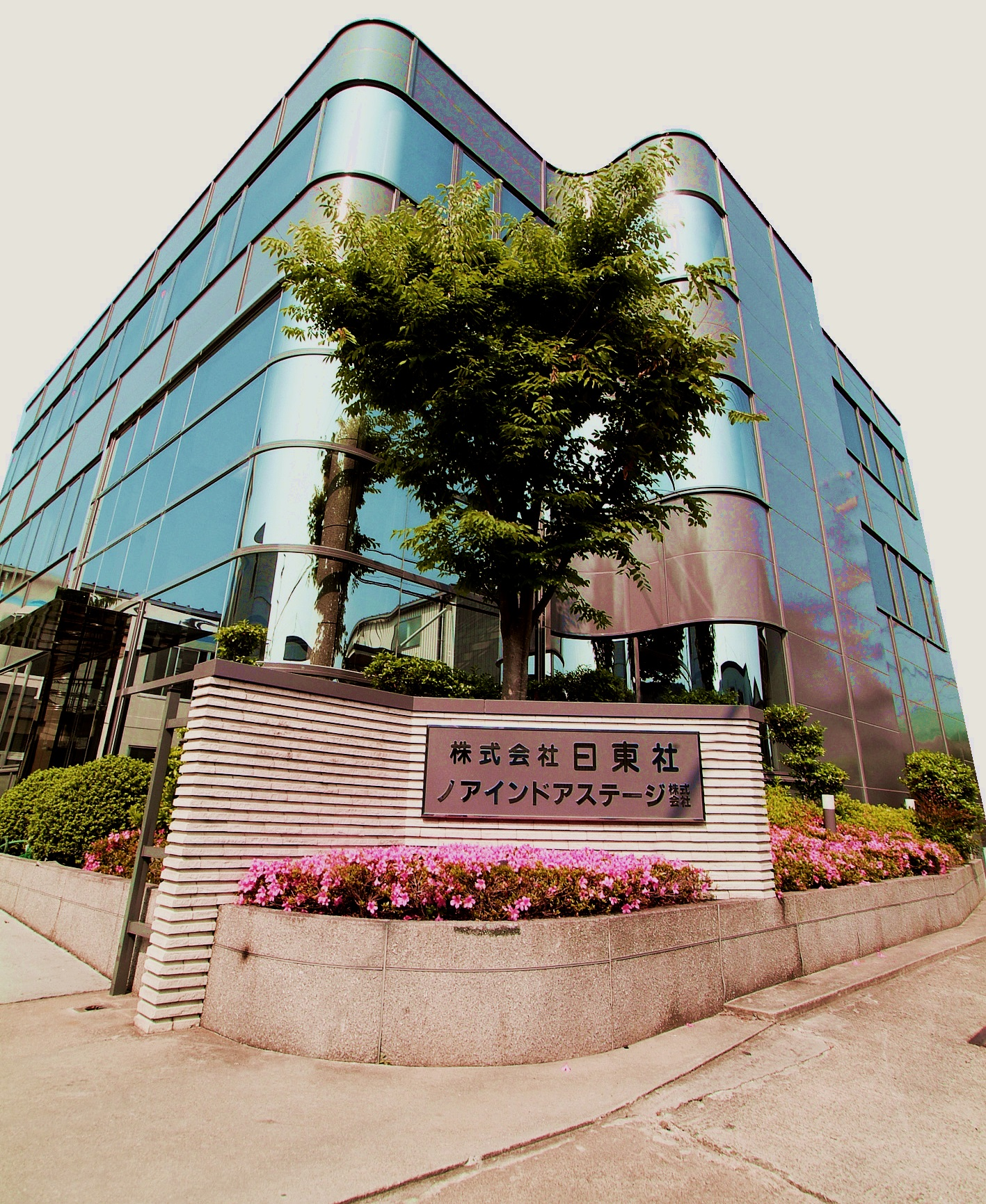
日東社・ノアインドアステージ
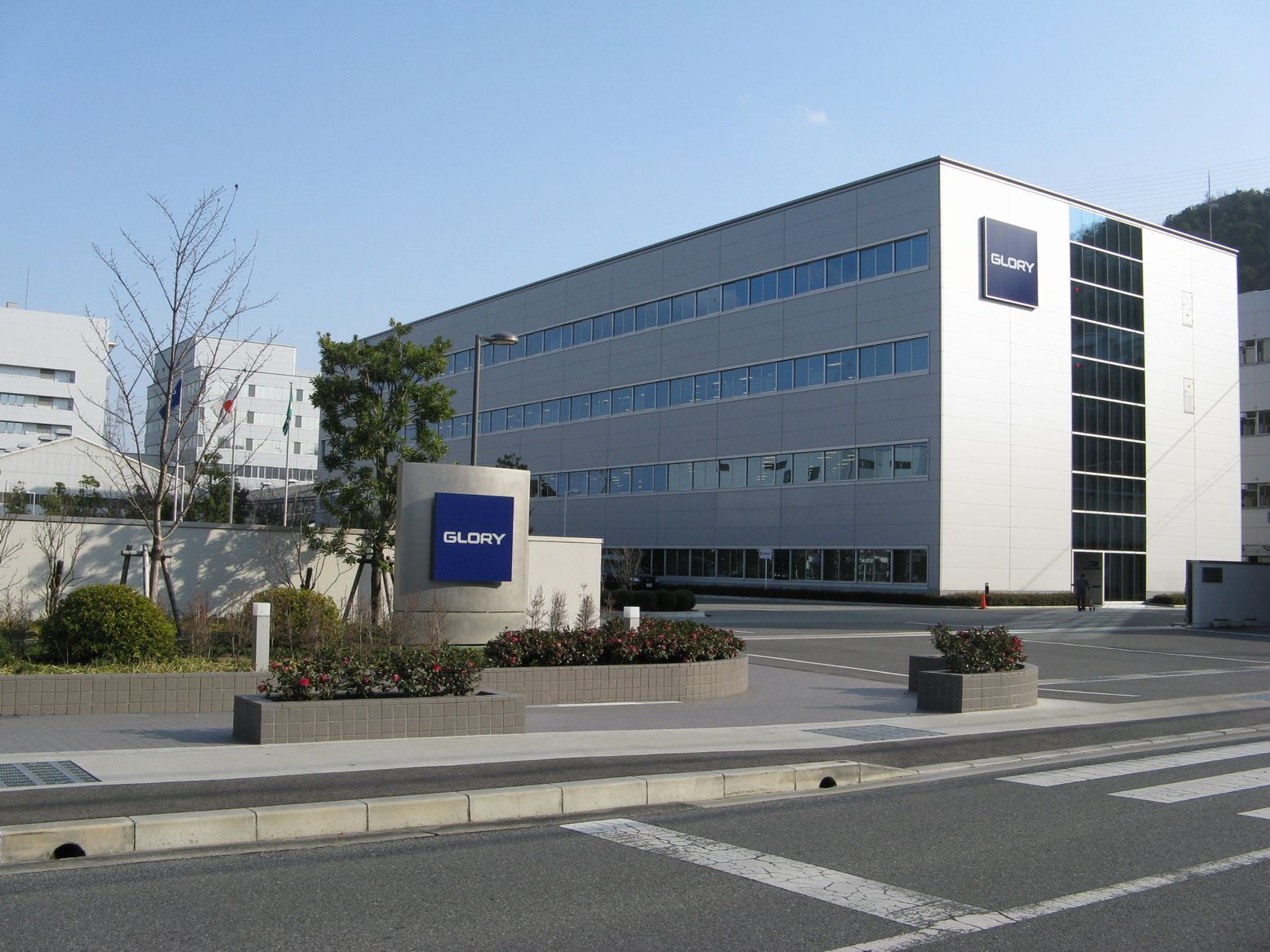
グローリー
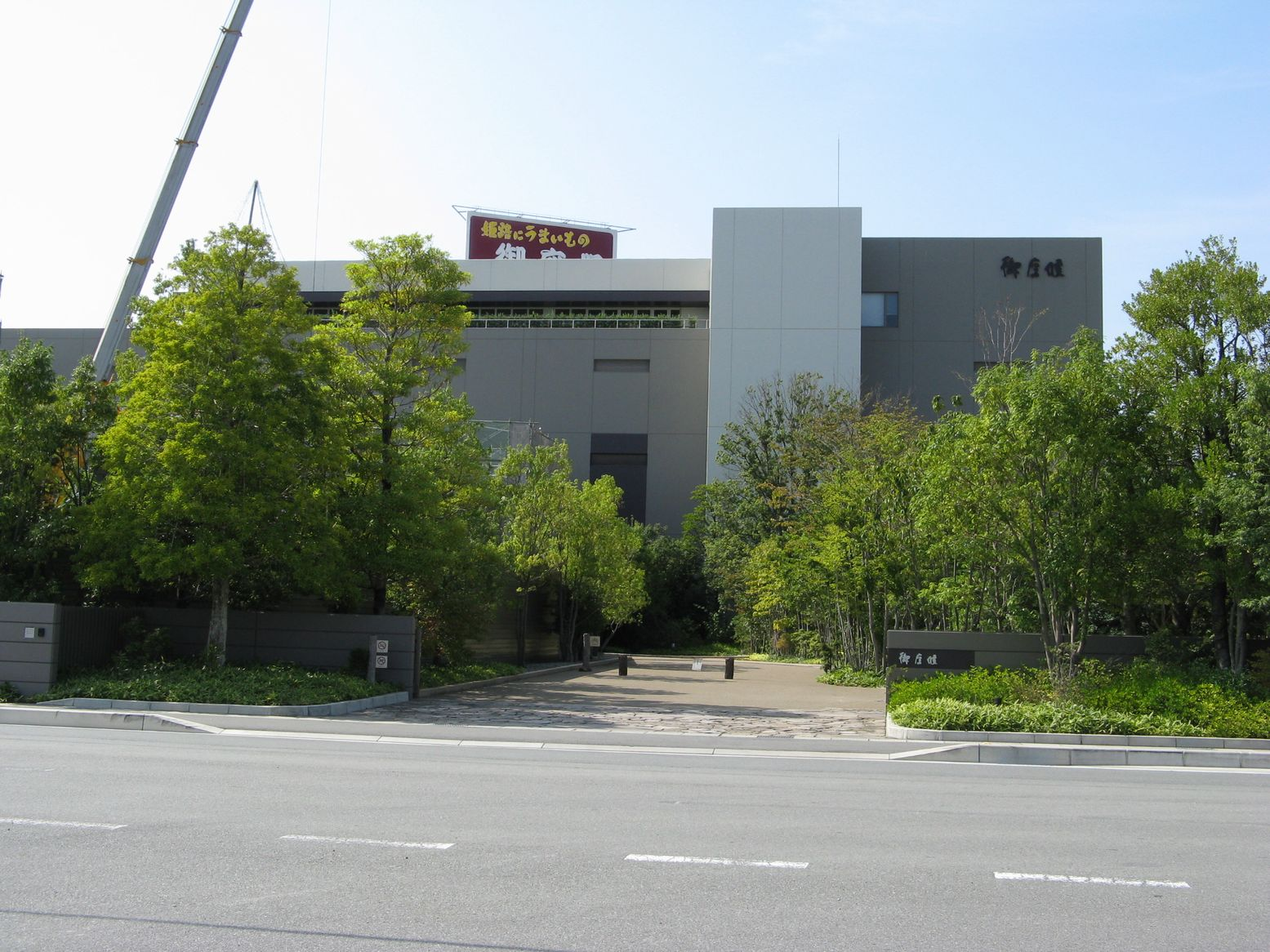
御座候
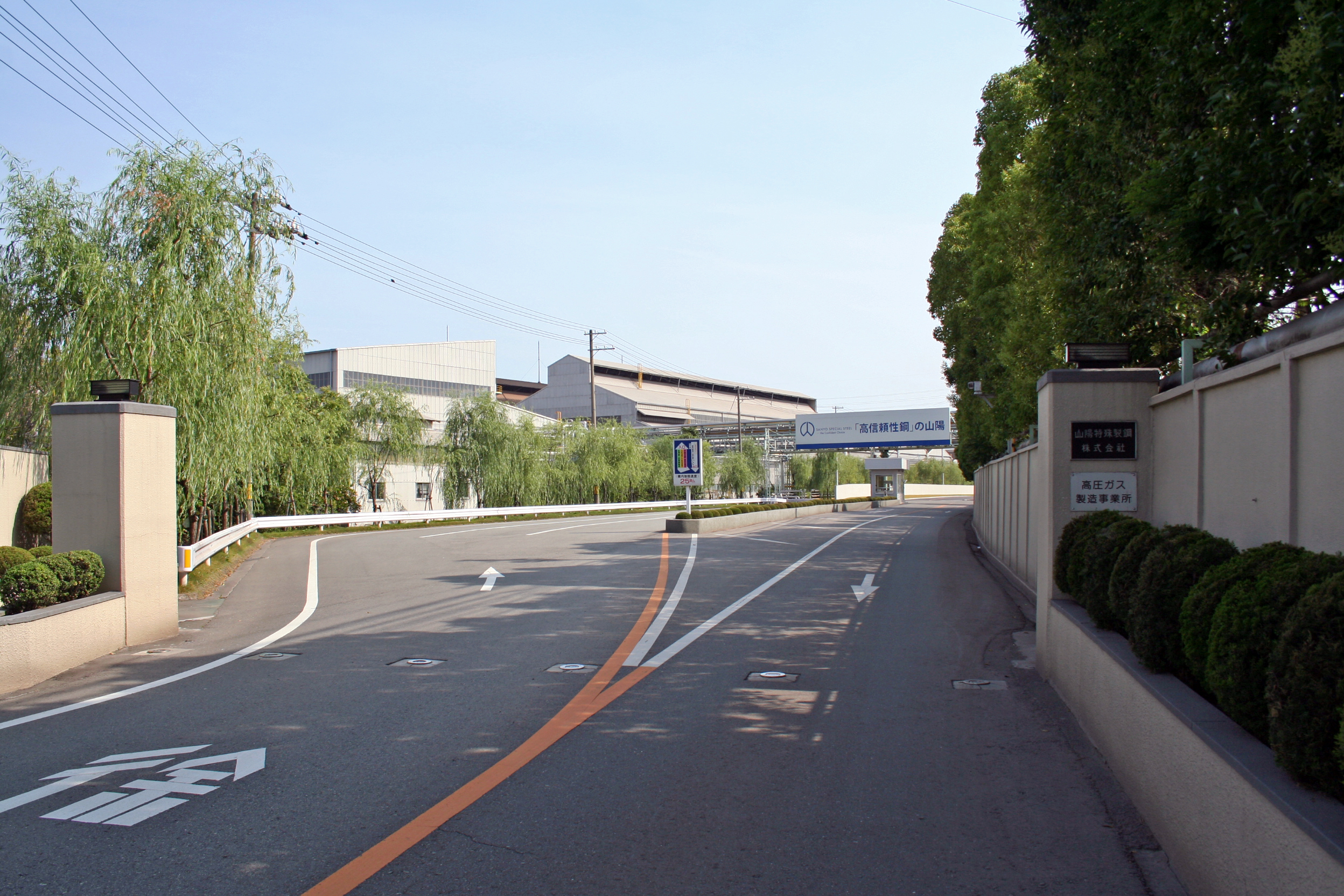
山陽特殊製鋼
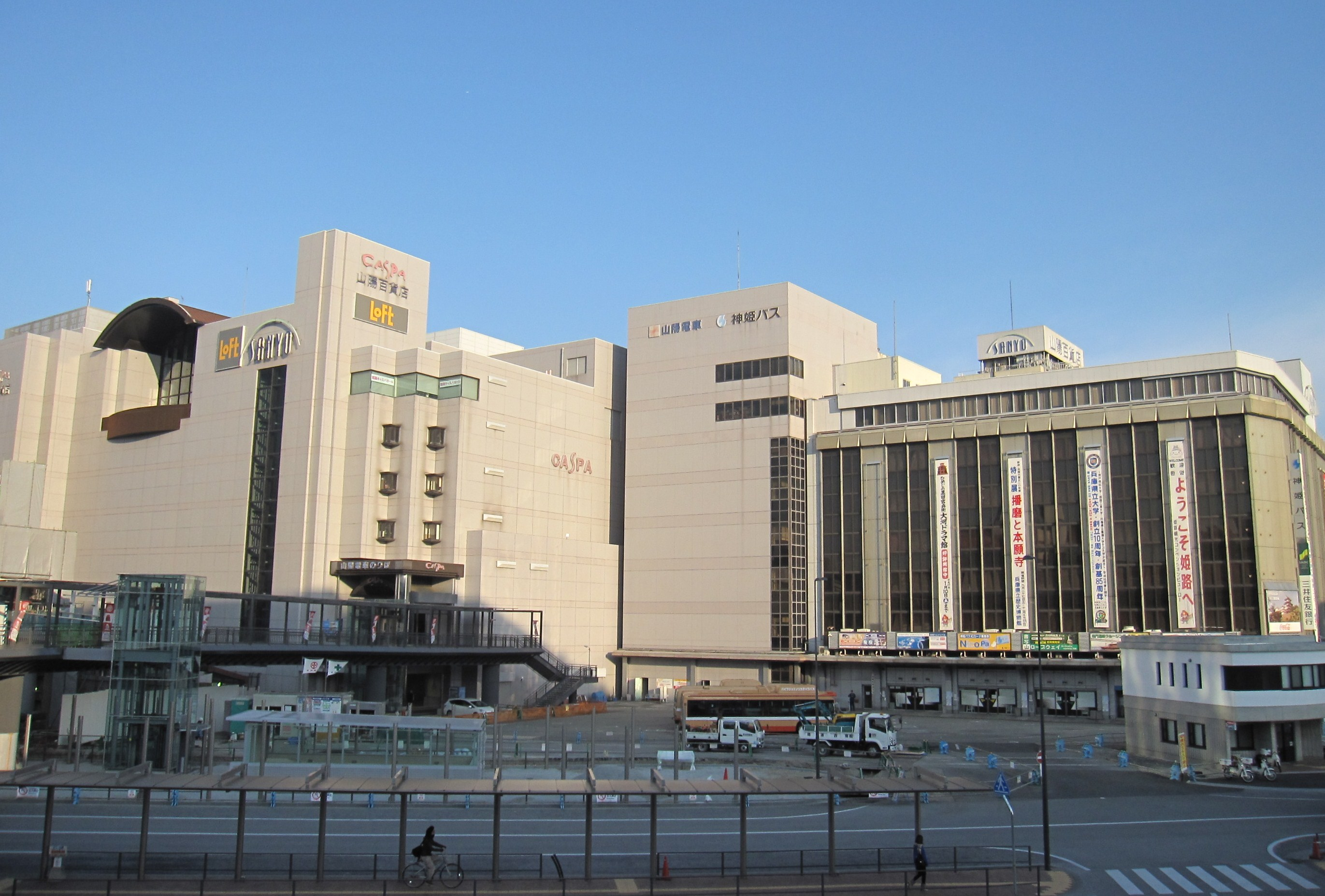
神姫バス
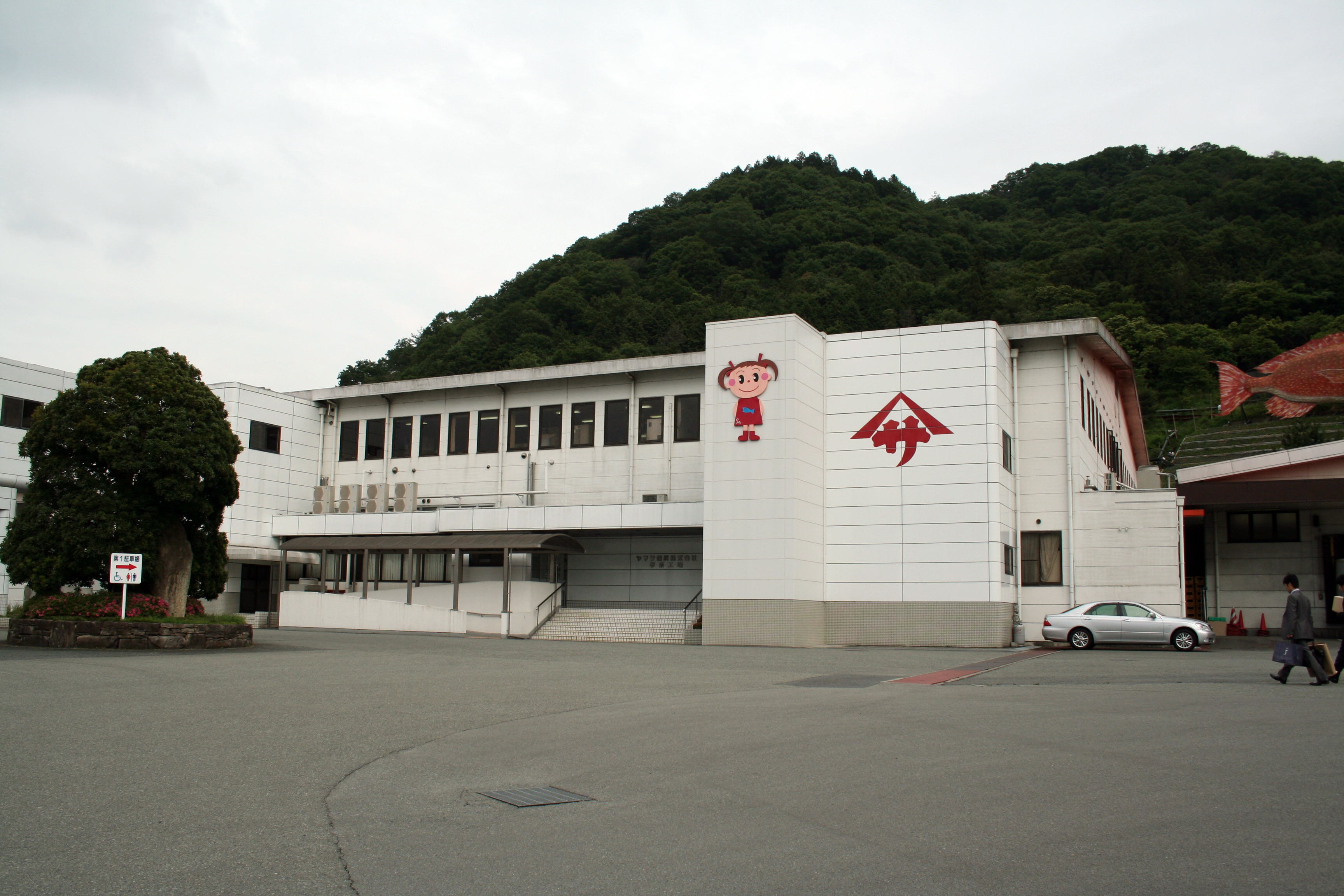
ヤマサ蒲鉾

## 学校
市立小学校・中学校では、2011年（平成23年）度より、中学校区を単位とした小中一貫教育を行っている。その取組みの一つとして、2018年（平成30年）度より義務教育学校の設置を始めた。義務教育学校は「制度導入の効果が見込まれる学校について、設置するもの」としているが、これまで設置された3校はいずれも設置時点で中学校区内に小学校が1校しかなかった校区である。市立小学校・中学校・義務教育学校全校で完全給食を実施している。
2023年（令和5年）度より、莇野小・安富北小の2校を小規模特認校とすることになった。両校へは所定の手続きを踏めば市内全域から通学可能となる。また同年度より姫路市初の夜間中学校である姫路市立あかつき中学校を東小の校内に設置する。
家島小・中学校を統合して義務教育学校とする構想がある。当該校の記事参照。

### 小学校・中学校
通学区域の指定は「姫路市立学校校区規則」 による。公立校の地域分けは中学校の学校給食体制に準じる（小学校は北部・南部管内及び林田小・伊勢小で自校調理方式）。児童・生徒数の多い学校は南部管内に集中する傾向がみられる。
北部学校給食センター管内
| 市立小学校           | 市立中学校         | 市立小学校           | 市立中学校           |
| -------------------- | ------------------ | -------------------- | -------------------- |
| 姫路市立水上小学校   | 姫路市立増位中学校 | 姫路市立香呂小学校   | 姫路市立香寺中学校   |
| 姫路市立増位小学校   | 姫路市立増位中学校 | 姫路市立中寺小学校   | 姫路市立香寺中学校   |
| 姫路市立砥堀小学校   | 姫路市立増位中学校 | 姫路市立香呂南小学校 | 姫路市立香寺中学校   |
| 姫路市立広峰小学校   | 姫路市立広嶺中学校 | 姫路市立別所小学校   | 姫路市立東中学校     |
| 姫路市立城北小学校   | 姫路市立広嶺中学校 | 姫路市立御国野小学校 | 姫路市立東中学校     |
| 姫路市立野里小学校   | 姫路市立城乾中学校 | 姫路市立花田小学校   | 姫路市立花田中学校   |
| 姫路市立城乾小学校   | 姫路市立城乾中学校 | 姫路市立谷内小学校   | 姫路市立城山中学校   |
| 姫路市立城東小学校   | 姫路市立東光中学校 | 姫路市立谷外小学校   | 姫路市立城山中学校   |
| 姫路市立東小学校     | 姫路市立東光中学校 | 姫路市立山田小学校   | 姫路市立神南中学校   |
| 姫路市立船場小学校   | 姫路市立琴陵中学校 | 姫路市立船津小学校   | 姫路市立神南中学校   |
| 姫路市立城西小学校   | 姫路市立琴陵中学校 | 姫路市立白鳥小学校   | 姫路市立大白書中学校 |
| 姫路市立高岡小学校   | 姫路市立高丘中学校 | 姫路市立青山小学校   | 姫路市立大白書中学校 |
| 姫路市立高岡西小学校 | 姫路市立高丘中学校 | 姫路市立太市小学校   | 姫路市立大白書中学校 |
| 姫路市立安室小学校   | 姫路市立安室中学校 | 姫路市立曽左小学校   | 姫路市立書写中学校   |
| 姫路市立安室東小学校 | 姫路市立安室中学校 | 姫路市立峰相小学校   | 姫路市立書写中学校   |

南部学校給食センター管内
| 市立小学校             | 市立中学校         | 市立小学校           | 市立中学校             |
| ---------------------- | ------------------ | -------------------- | ---------------------- |
| 姫路市立手柄小学校     | 姫路市立山陽中学校 | 姫路市立津田小学校   | 姫路市立飾磨西中学校   |
| 姫路市立城陽小学校     | 姫路市立山陽中学校 | 姫路市立英賀保小学校 | 姫路市立飾磨西中学校   |
| 姫路市立荒川小学校     | 姫路市立山陽中学校 | 姫路市立飾磨小学校   | 姫路市立飾磨中部中学校 |
| 姫路市立八幡小学校     | 姫路市立夢前中学校 | 姫路市立高浜小学校   | 姫路市立飾磨東中学校   |
| 姫路市立広畑小学校     | 姫路市立広畑中学校 | 姫路市立白浜小学校   | 姫路市立灘中学校       |
| 姫路市立広畑第二小学校 | 姫路市立広畑中学校 | 姫路市立糸引小学校   | 姫路市立灘中学校       |
| 姫路市立大津小学校     | 姫路市立大津中学校 | 姫路市立八木小学校   | 姫路市立灘中学校       |
| 姫路市立南大津小学校   | 姫路市立大津中学校 | 姫路市立妻鹿小学校   | 姫路市立灘中学校       |
| 姫路市立大津茂小学校   | 姫路市立大津中学校 | 姫路市立大塩小学校   | 姫路市立大的中学校     |
| 姫路市立勝原小学校     | 姫路市立朝日中学校 | 姫路市立的形小学校   | 姫路市立大的中学校     |
| 姫路市立旭陽小学校     | 姫路市立朝日中学校 | 姫路市立網干小学校   | 姫路市立網干中学校     |
| 姫路市立余部小学校     | 姫路市立朝日中学校 | 姫路市立網干西小学校 | 姫路市立網干中学校     |

家島学校給食センター管内
| 市立小学校         | 市立中学校         | 市立小学校         | 市立中学校         |
| ------------------ | ------------------ | ------------------ | ------------------ |
| 姫路市立坊勢小学校 | 姫路市立坊勢中学校 | 姫路市立家島小学校 | 姫路市立家島中学校 |

夢前学校給食センター管内及び親子方式校
| 市立小学校           | 市立中学校         | 市立小学校         | 市立中学校         |
| -------------------- | ------------------ | ------------------ | ------------------ |
| 姫路市立置塩小学校   | 姫路市立置塩中学校 | 姫路市立上菅小学校 | 姫路市立菅野中学校 |
| 姫路市立古知小学校   | 姫路市立置塩中学校 | 姫路市立菅生小学校 | 姫路市立菅野中学校 |
| 姫路市立前之庄小学校 | 姫路市立鹿谷中学校 | 姫路市立莇野小学校 | 姫路市立菅野中学校 |
| 姫路市立安富南小学校 | 姫路市立安富中学校 | 姫路市立林田小学校 | 姫路市立林田中学校 |
| 姫路市立安富北小学校 | 姫路市立安富中学校 | 姫路市立伊勢小学校 | 姫路市立林田中学校 |

私立
- 淳心学院中学校（※中高併設）
- 賢明女子学院中学校（※中高併設）
- 東洋大学附属姫路中学校(※中高併設)
- 姫路女学院中学校（※中高併設）
- 日ノ本学園中学校（高等学校を併設している。現在休校中）

### 義務教育学校
白鷺・豊富は北部、四郷は南部の管内となる。
公立
- 姫路市立白鷺小中学校（施設隣接型）
- 姫路市立四郷学院（施設分離型）
- 姫路市立豊富小中学校（施設一体型）

### 高等学校
県立
- 兵庫県立姫路西高等学校
- 兵庫県立姫路東高等学校
- 兵庫県立姫路飾西高等学校
- 兵庫県立姫路海稜高等学校
- 兵庫県立姫路南高等学校
- 兵庫県立網干高等学校
- 兵庫県立姫路別所高等学校
- 兵庫県立香寺高等学校
- 兵庫県立家島高等学校
- 兵庫県立姫路北高等学校
- 兵庫県立姫路工業高等学校
- 兵庫県立飾磨工業高等学校
- 兵庫県立姫路商業高等学校

市立
- 姫路市立姫路高等学校
- 姫路市立琴丘高等学校
- 姫路市立飾磨高等学校

私立
- 淳心学院高等学校（※中高併設）
- 賢明女子学院高等学校（※中高併設）
- 東洋大学附属姫路高等学校（※中高併設）
- 自由ヶ丘高等学校（旧・日生学園第三高等学校）（休校中）
- 姫路女学院高等学校（旧・兵庫県播磨高等学校）（※中高併設）
- 日ノ本学園高等学校（併設している中学校は休校中）

### 特別支援学校
公立
- 姫路市立書写養護学校 - 肢体不自由児・生徒対象
- 兵庫県立姫路聴覚特別支援学校 - 聴覚障害児・生徒対象
- 兵庫県立姫路特別支援学校 - 知的障害児・生徒対象
- 兵庫県立姫路しらさぎ特別支援学校 - 知的障害児・生徒対象

知的障害児・生徒の通学区域は、安室・高丘・書写・大白書・琴陵・飾磨西・夢前・広畑・大津・網干・朝日・林田・置塩・鹿谷・菅野・安富・山陽（手柄・荒川小学校校区のみ）の各中学校区が姫路しらさぎ特別支援学校、その他の区域は姫路特別支援学校が指定されている。

### 大学・短期大学
公立
- 兵庫県立大学[22]
  - 姫路工学キャンパス（旧・姫路書写キャンパス）[40] - 工学部・大学院工学研究科[22]、旧姫路工業大学[注釈 12][41]。
  - 姫路環境人間キャンパス（旧・姫路新在家キャンパス）[42] - 環境人間学部・大学院環境人間学研究科[22]、旧姫路短期大学。

私立
- 姫路大学[22]
  - 大学本部キャンパス（看護学部、教育学部・人文学・人権教育研究所）[22]
- 姫路獨協大学[22]
  - （人間社会学群(外国語学部・法学部・経済情報学部を再編)、医療保健学部、薬学部、大学院法学研究科・言語研究科・経済情報研究科）[22]
- 姫路日ノ本短期大学[22]

### 各種学校
- 兵庫県自動車学校姫路校
- 西播朝鮮初中級学校
- 姫路予備校

### かつて存在した学校
兵庫県小学校の廃校一覧#姫路市・兵庫県中学校の廃校一覧#姫路市・兵庫県高等学校の廃校一覧#姫路市を参照。

## 報道機関

### 新聞社
- 神戸新聞社姫路本社 - 2020年に姫路支社から改組
- 朝日新聞社姫路支局
- 毎日新聞社姫路支局

- 読売新聞社姫路支局
- 産経新聞社姫路支局
- 日本経済新聞社姫路支局

### 放送
- NHK神戸放送局姫路支局 - 2017年に閉館
- サンテレビ姫路支社
- ラジオ関西姫路支社
- 姫路ケーブルテレビ(WINK)
- 姫路シティFM21（コミュニティ放送、79.3 MHz）

県域放送局のうち、兵庫エフエム放送（Kiss FM KOBE）は市内にオフィスを設置していない。

#### テレビジョン放送、FMラジオ放送
- 姫路テレビ・FM中継局　ほか市内5か所にテレビ中継局が所在。
- 姫路ケーブルテレビ

中波中継局は姫路市に存在しないが、ラジオ関西のFM補完中継局が県域FM局中継局と同所に設置されている。
これとは別に1950年代には姫路市営放送による市域AM局が計画され、予備免許も交付されていたが、断念になった。詳細は開局を断念した放送局一覧を参照。

## 交通

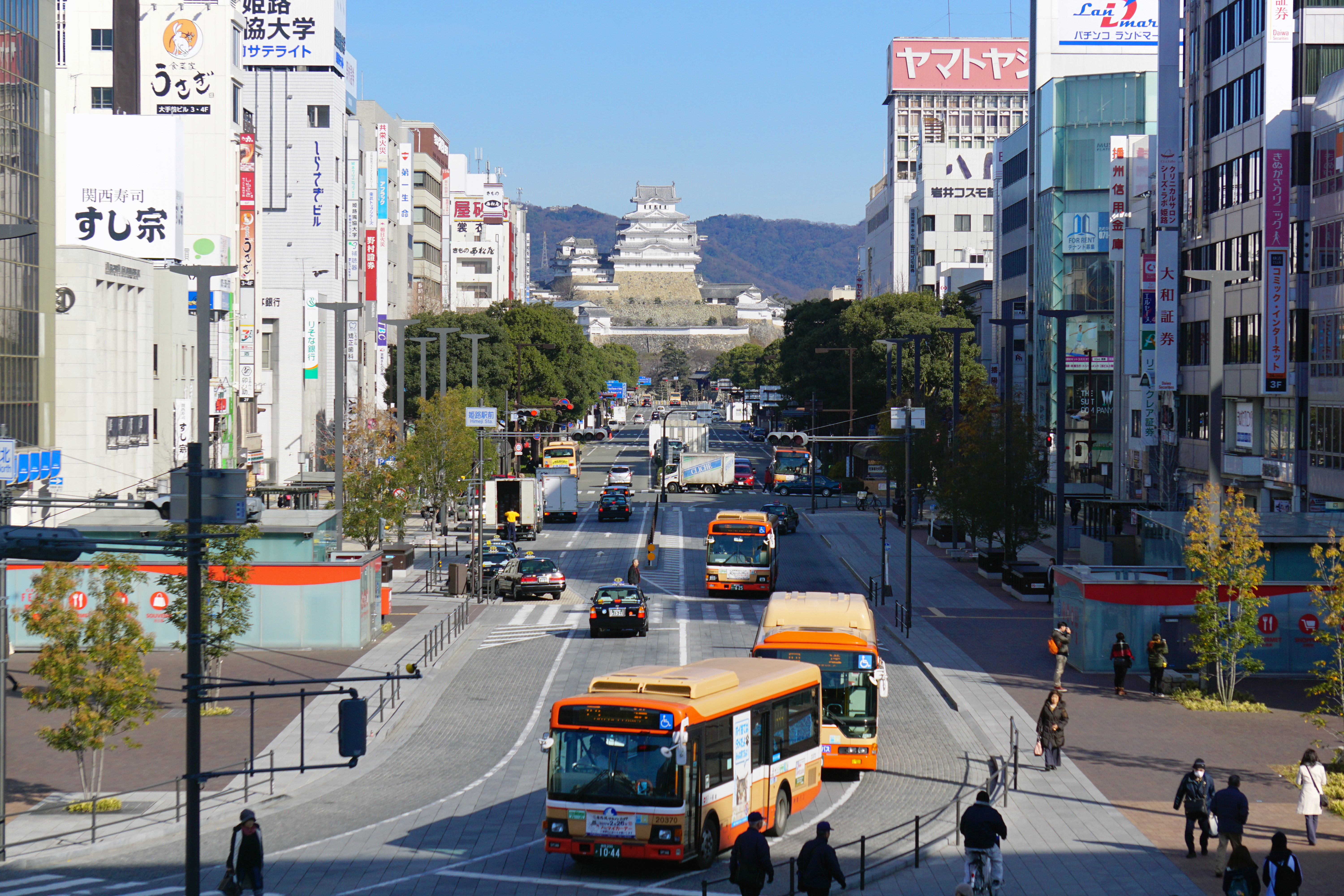
トランジットモール化された大手前通り。

近隣地域も含めて自家用車の保有率が非常に高いモータリゼーションの特に進んだ地域であり、市内の道路では交通渋滞・交通事故が頻発している。特に山陽本線を越える道路の渋滞は慢性化しており、姫路駅周辺では数年間に渡りJR線の立体交差工事が行われ、2006年に山陽本線が、2008年に播但線と姫新線が、それぞれ高架駅に移設した。
かつては公企業である姫路市企業局交通事業部（2007年以前は姫路市交通局）が存在し、路線バス（姫路市営バス）や後述のモノレール・索道を運営していたが、廃線や路線の譲渡などにより全ての事業を廃止している。
旧香寺町との境に跨がって播磨空港の建設が計画されていたが、凍結状態にある。

### 鉄道
西日本旅客鉄道（JR西日本）
- 山陽新幹線
  - 姫路駅
- 山陽本線（姫路駅以東はJR神戸線）

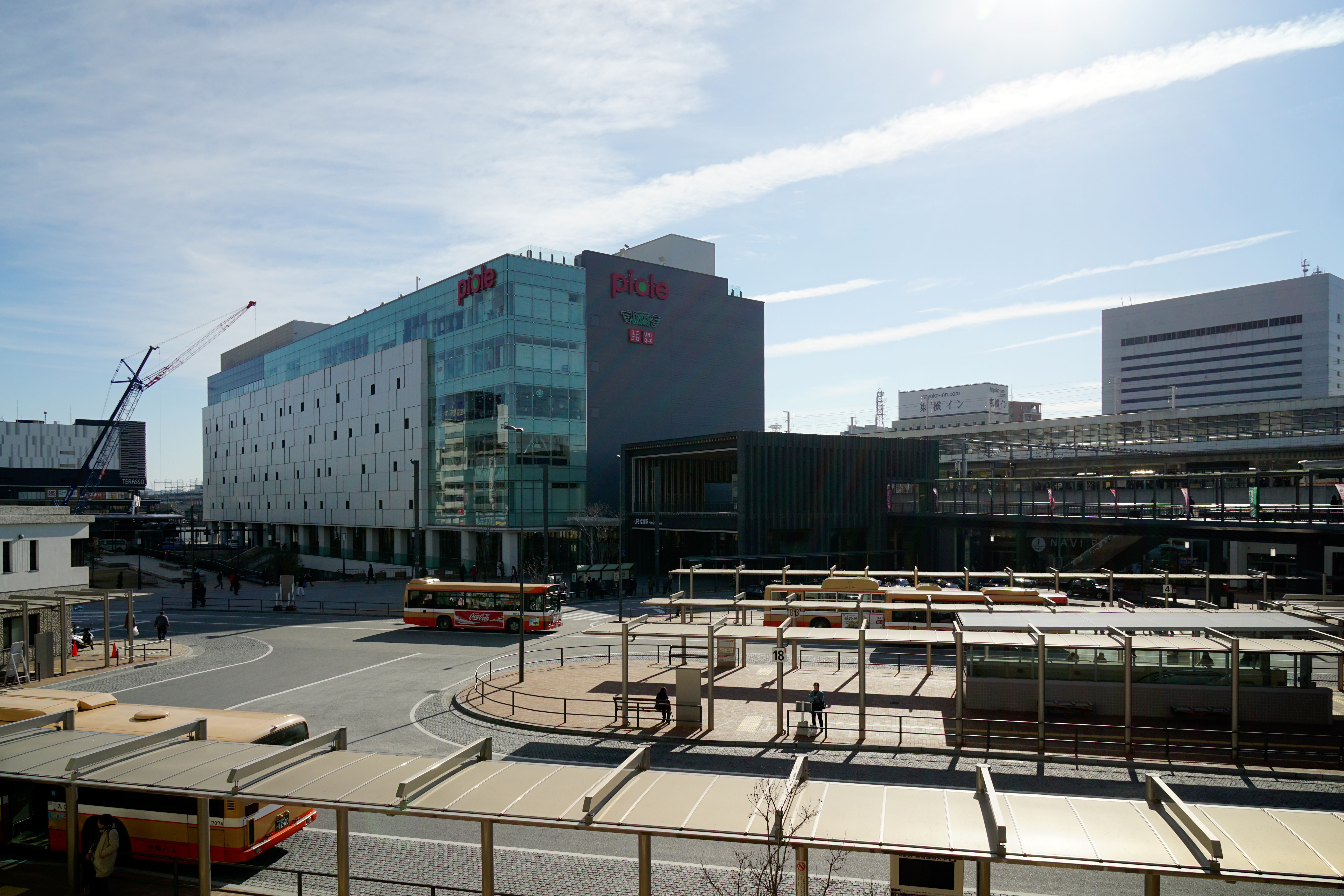
姫路駅

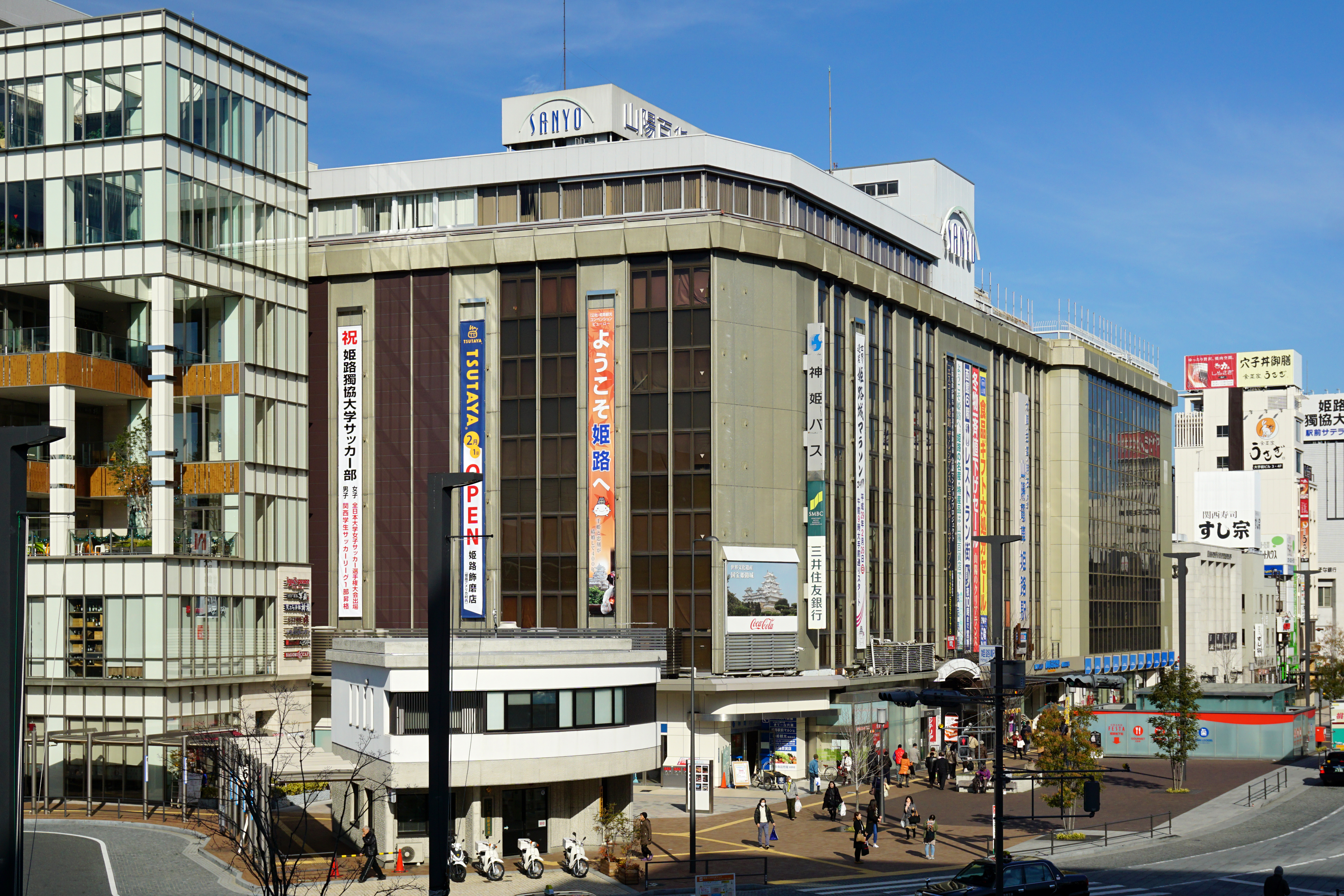
山陽姫路駅

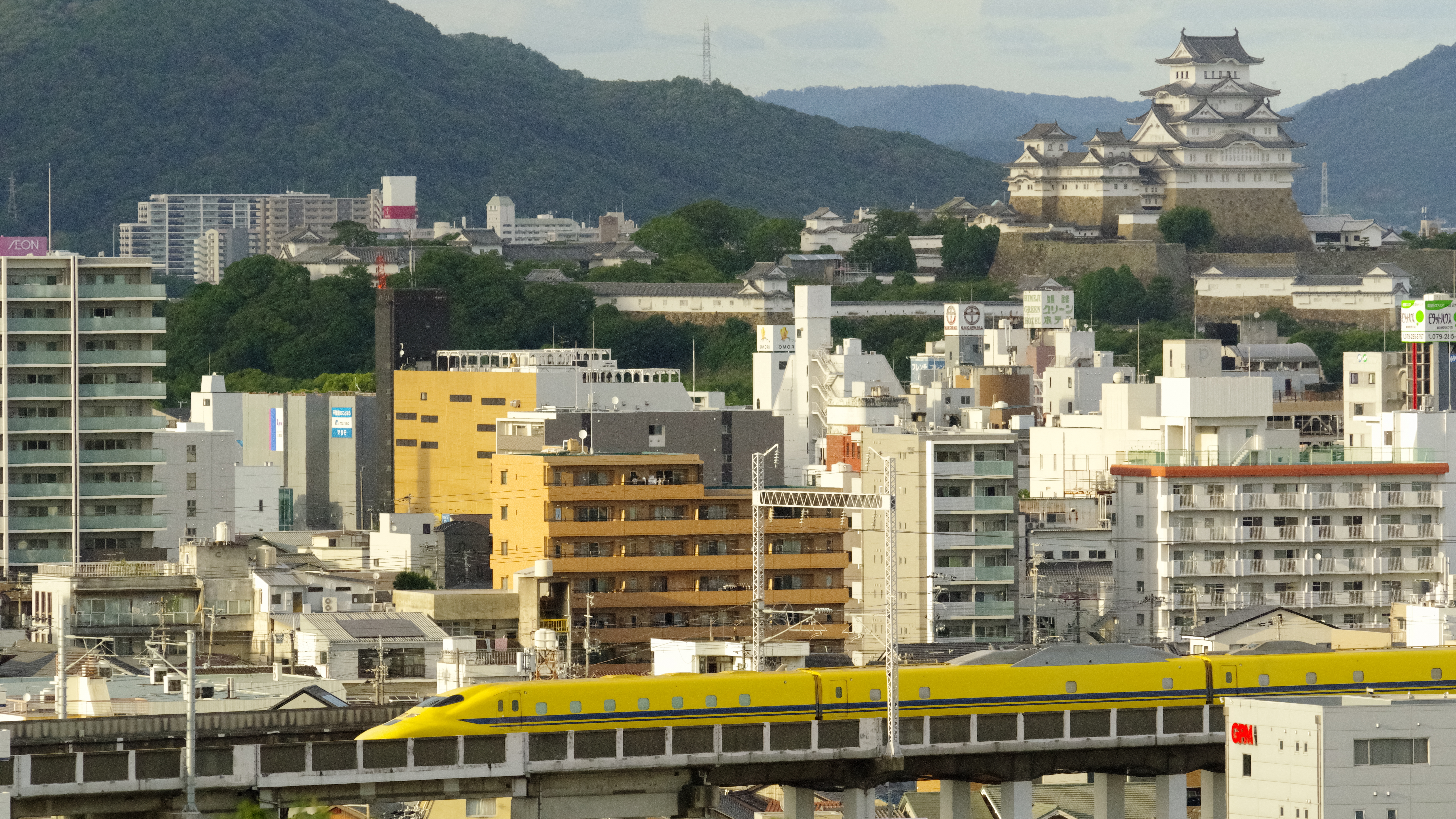
姫路市街を走る山陽新幹線

  - ひめじ別所駅 - 御着駅 - 東姫路駅 - 姫路駅 - 英賀保駅 - はりま勝原駅 - 網干駅

この他、2026年春ごろに手柄山平和公園駅が姫路 - 英賀保間に開業予定である。
- 播但線
  - 姫路駅 - 京口駅 - 野里駅 - 砥堀駅 - 仁豊野駅 - 香呂駅 - 溝口駅
- 姫新線
  - 姫路駅 - 播磨高岡駅 - 余部駅 - 太市駅

山陽電気鉄道
- 本線

大塩駅 - 的形駅 - 八家駅 - 白浜の宮駅 - 妻鹿駅 - 飾磨駅 - 亀山駅 - 手柄駅 - 山陽姫路駅
- 網干線
  - 飾磨駅 - 西飾磨駅 - 夢前川駅 - 広畑駅 - 山陽天満駅 - 平松駅 - 山陽網干駅

2015年（平成27年）3月に改定された「姫路市都市計画マスタープラン」では、公共交通ネットワークの主要拠点となる駅として、以下を挙げている。
- 主核：姫路駅
- 副核：野里駅・飾磨駅・山陽網干駅
- 地域核：御着駅・網干駅・余部駅・白浜の宮駅・広畑駅

#### かつて存在した鉄道
播電鉄道（1934年12月15日廃止）
姫路市交通局
- モノレール線（1979年1月16日廃止）

姫路駅 - 大将軍駅 - 手柄山駅
日本国有鉄道（国鉄）
- 山陽本線（貨物支線、1979年11月1日廃止）
  - 姫路駅 - 姫路市場駅
- 播但線（1986年11月1日廃止）
  - 飾磨港駅 - 飾磨駅 - 亀山駅 - 姫路駅

北沢産業網干鉄道（1989年5月1日廃止）

### バス
高速バス
- 姫路駅
  - 姫路駅 - 大阪空港線（神姫バス・大阪空港交通）
  - 姫路駅 - 関西国際空港線（神姫バス・関西空港交通・南海バス）
  - 姫路駅 - 東京都渋谷（渋谷マークシティ）（プリンセスロード/神姫バス）
  - 姫路駅 - 鳥取駅・日ノ丸本社前（プリンセスバード号）（神姫バス・日ノ丸自動車）
- 夢前バスストップ
  - 津山駅 - 大阪駅・ユニバーサルスタジオジャパン（中国ハイウェイバス/神姫バス・西日本ジェイアールバス）
  - 山崎 - 三ノ宮線（ウエスト神姫）
  - 姫路駅 - 鳥取駅・日ノ丸本社前（プリンセスバード号）（神姫バス・日ノ丸自動車）
- 安富バスストップ
  - 津山駅 - 大阪駅・ユニバーサルスタジオジャパン（中国ハイウェイバス/神姫バス・西日本ジェイアールバス）
  - 山崎 - 三ノ宮線（ウエスト神姫）

路線バス
- 神姫バス - 市全域、及び隣接する市・郡部との連絡。
- じょうとんバス - 3系統の末端部分が市内に存在する。

### 道路
- E2 山陽自動車道 山陽姫路東IC - 山陽姫路西IC
- E2A 中国自動車道 - 夢前SIC
- E95 播但連絡道路
- 国道2号（含姫路バイパス）、国道29号（含姫路西バイパス）、国道179号、国道250号、国道312号、国道372号、国道436号
- 大手前通り - 日本の道100選選定。
- 十二所前線 - 国道2号の市街地内東行き一方通行部に対応する西行き一方通行の市道。1975年10月まで国道2号の一部。
- 駅南大路 - 姫路駅南口から飾磨区へ南下する。クス並木で有名。

### 航路
家島諸島へは長らく家島汽船が航路を運航していたが、高速いえしま、高福ライナーの参入により、2005年に倒産、運航停止となった。
- 小豆島フェリー : 姫路飾磨港－福田港（小豆島）（国道436号を連絡）
- 坊勢輝汽船 : 姫路飾磨港－男鹿島－坊勢島
- 高速いえしま（高速船）: 姫路飾磨港－家島
- 高福ライナー（高速船）: 姫路飾磨港－家島

### 索道
- 書写山ロープウェイ

## 通信

### 郵便番号
姫路市の郵便番号は2007年2月13日より、以下の通りとなった。
- 姫路郵便局：670-00xx、670-08xx、670-09xx、670-85xx、670-86xx、670-87xx
- 飾西郵便局：671-22xx
- 林田郵便局：679-42xx
- 姫路南郵便局：672-80xx、672-85xx、672-86xx、672-87xx、671-11xx、671-12xx、671-01xx
- 家島郵便局：672-01xx
- 御着郵便局：671-02xx
- 香寺郵便局：679-21xx
- 夢前郵便局：671-21xx
- 播磨山崎郵便局（宍粟市）：671-25xx、671-24xx

### 電話番号
姫路市の市外局番は2006年5月14日午前2時より、4桁（0792）ないし5桁（07932,07933）から3桁の局番「079」に切り替わり、旧市外局番の4桁目以降が市内局番の先頭に移行した（例：0792-xx-xxxx→079-2xx-xxxx）。但し、旧安富町の区域の市外局番は今まで通り「0790」であり、変更はない（旧安富町の区域から他の姫路市の区域（旧家島町、旧夢前町、旧香寺町を含む）には市外局番079が必要で、市外通話料金がかかる）。

## 景勝地・旧跡・文化・観光・温泉・娯楽
姫路城は時代劇などの撮影にしばしば使用され、近年では姫路フィルムコミッションが映画『ラスト サムライ』のロケに書写山圓教寺を斡旋するなどの活動を行っている。また、姫路は日本屈指の祭りどころでもある。
2011年、全国産業観光推進協議会の第5回産業観光まちづくり大賞で金賞受賞。

### 史跡・景勝地
- 家島十景 - 間浦古郭、天満霊樹、監館眺望、白髭霊嗣、宮浦夜泊、赤坂清水・櫻谷雪景、観音崎月、坊勢寺跡、淡賀楯崎、松島野馬
- 鹿ヶ壺 - 姫路市立グリーンステーション鹿ヶ壺
- 小赤壁 - 八家地蔵

### 古墳
- 壇場山古墳 - 国の史跡。第1・2・3古墳。
- 瓢塚古墳 - 国の史跡。
- 見野古墳群
- 宮山古墳
- 塩野六角古墳
- 御輿塚古墳

### 城跡・陣屋
- 姫路城 - 国宝（大天守など8棟）、重要文化財（櫓など74棟）、特別史跡、世界遺産
  - 姫路城西御屋敷跡庭園「好古園」
- 英賀城
- 置塩城 - 国史跡。
- 恒屋城
- 御着城
- 妻鹿城（功山城）
- 庄山城
- 林田陣屋
- 網干陣屋
- 安志陣屋
- 飾磨砲台跡
- 福泊台場跡

### 神社
- 射楯兵主神社（播磨国総社）
- 姫路神社
- 広峯神社（広峰山） - 重要文化財。
- 長壁神社
- 十二所神社
- 松原八幡神社
- 大塩天満宮
- 廣畑天満宮
- 男山三社 - 男山に鎮座している三社をいう。男山八幡宮・千姫天満宮・水尾神社。姫路城十景・船場八景にも選ばれている。
- 英賀神社 - 梵鐘が重要文化財、絵巻が兵庫県指定有形文化財。
- 九所御霊天神社
- 八代大歳神社
- 魚吹八幡神社
- 木庭神社

### 寺院
- 書写山 圓教寺 - 重要文化財・史跡。西国三十三所第27番および播磨西国三十三箇所第1番札所
- 弥勒寺 - 重要文化財。
- 慶雲寺
- 亀山本徳寺（亀山御坊）
- 船場本徳寺（船場御坊）
- 随願寺 - 増位山に立地
- 大覚寺 - 重要文化財の像など。
- 龍門寺 - 県指定重要文化財の十一面観世音菩薩坐像など。
- 播磨国分寺跡 - 国史跡。
- 法輪寺
- 夢前七福神 - 弥勒寺・正覚寺・真楽寺・生福寺・臨斉寺・蓮花寺・性海寺

### 近代の建築物・史跡
- ダイセル異人館（資料館、衣掛クラブ） - 1910年竣工。近代化産業遺産、姫路市都市景観重要建築物。
  - 田中マッチの所蔵物 - 近代化産業遺産。
- 兵庫県立大学姫路環境人間キャンパス（旧県立姫路工業大学環境人間学部）ゆりの木会館（旧制姫路高校本館の一部）・講堂 - 1926年竣工、国の登録有形文化財
- 旧網干銀行本店（旧タケダ婦人服飾、現レストラン湊倶楽部） - 1916年竣工、姫路市都市景観重要建築物
- NTT兵庫支店姫路2号館 - 1930年竣工、姫路市都市景観重要建築物
- 旧赤穂塩務局網干出張所庁舎 - 近代化産業遺産。
- 男山配水池 - 近代化産業遺産。
- 西光寺野台地 - 近代化産業遺産とため池百選に選ばれている。
- 生野鉱山寮馬車道 - 近代化産業遺産。生野鉱山と飾磨港を結ぶ旧馬車道。通称「銀の馬車道」。
- 旧姫路郵便局電話事務室（現姫路モノリス） - 1930年築。登録有形文化財。

### 文化財指定住宅
- 古井家住宅（重要文化財） - 千年家の1つ。
- 梶原家住宅（登録有形文化財）
- 上月家住宅（登録有形文化財）
- 三木家住宅（兵庫県指定文化財）

### その他歴史的建造物
- 固寧倉 - 姫路藩の社倉、市内では6箇所に現存。市指定文化財。

### 図書館・博物館・資料館
- 姫路市立図書館 - 本館及び14の分館と移動図書館（自動車文庫）。
- 兵庫県立歴史博物館
- 兵庫県立こどもの館
- 姫路科学館アトムの館
- 星の子館
- 姫路文学館（望景亭が登録有形文化財）
- 日本玩具博物館
- 香寺民俗資料館
- 姫路市平和資料館
- 姫路市水道資料館「水の館」
- 姫路市埋蔵文化財センター
- 日本城郭研究センター
- 手柄山交流ステーション（モノレール展示室併設）
- あずきミュージアム（御座候本社隣接）

### 美術館
- 姫路市立美術館（登録有形文化財）
- 姫路市書写の里・美術工芸館
- 圓山記念日本工藝美術館
- 村の中の美術館
- 水上村・川のほとりの美術館
- 三木美術館

### 動物園・水族館・植物園
- 姫路市立動物園
- 姫路市立水族館
- 姫路セントラルパーク
- 姫路市立手柄山温室植物園
- 姫路ばら園

### 競技場・体育施設
- 兵庫県立武道館
- 姫路市立姫路球場
- 姫路市立陸上競技場
- 姫路市立中央体育館
- 姫路みなとドーム
- 姫路市立総合スポーツ会館
- 姫路シーサイドゴルフコース
- 香寺総合公園スポーツセンター

### ホール
- 姫路市文化コンベンションセンター
- パルナソスホール
- 姫路市市民会館
- 姫路市文化センター

### 公園
- 兵庫県立ゆめさきの森公園
- 播磨中部丘陵県立自然公園
- 西播丘陵県立自然公園
- 雪彦峰山県立自然公園
  - 鹿ヶ壺
- 姫路公園
- 手柄山中央公園
  - 太平洋戦全国戦災都市空爆死没者慰霊塔
- 太陽公園
- あじさいの里・あじさい公園
- 夢さき夢のさと 農業公園
- 御立交通公園

### 温泉
- 塩田温泉[48]
- 雪彦温泉[49]
- あかねの湯
- 姫路市休養センター「香寺荘」[50]
- ニューサンピア姫路ゆめさき（旧・ウェルサンピア姫路ゆめさき）[51]
- 湯ったりハウス[51]
- 姫路市はやしだ交流センター ゆたりん[51]

### 娯楽施設・その他
- 兵庫県立いえしま自然体験センター
- 姫路市自然観察の森
- 姫路市伊勢自然の里・環境学習センター
- 姫路市園芸センター
- 姫路市立遊漁センター
- 姫路市休養センター「香寺荘」
- ニューサンピア姫路ゆめさき
- 香寺ハーブガーデン
- 木場ヨットハーバー（ひめじきば海の駅）
- 姫路競馬場
- 名古山霊苑

### 祭事・行事
- 全国凧あげ祭り - 1月初旬に姫路公園競馬場で開催されている。和凧のみ参加可能で各地方からの和凧が揚げられる（一部、海外の凧も）。
- 姫路ゆかたまつり - 6月22日 - 6月23日長壁神社。江戸時代、藩主榊原政岑が町人に、城内にある同社祭事への参加を（裃姿でなく）浴衣姿で認めたことが名前の由来。ゆかた祭りの露店数は関西最大である。
- 姫路みなと祭海上花火大会 - 7月の最終土曜日に姫路港内で開催[52]。
- お城まつり - 8月初旬。姫路城。「お城の女王」などによるパレードなど。
- お夏清十郎まつり - 8月9日。慶雲寺。浄瑠璃や井原西鶴「好色五人女」で知られる悲恋物語の主人公、お夏と清十郎の霊を慰める。
- 播州の秋祭り（10月中旬から10月下旬にかけて）
  - 灘のけんか祭り- 松原八幡神社（白浜）。周辺七地区の屋台（大型の神輿の一種である）及び三台の神輿を激しくぶつけあう「日本三大けんか祭り」のひとつ。10月14日 - 10月15日
  - 提灯祭り - 魚吹八幡神社（津の宮） 10月21日-10月22日
  - 大塩天満宮例大祭 - 大塩の獅子舞は兵庫県無形民俗文化財。10月14日 - 10月15日
  - 飾磨祭り - 恵美酒宮天満神社 浜の宮天満宮 10月8日-10月9日
  - 山田祭り -竹の宮神社 宵宮・本宮10月体育の日の前日の土日 屋台三台が狭い境内を上手に練る。
- 小芋祭り - 荒川神社 宵宮・昼宮10月第三土日 例大祭10月17日
- 一つ山大祭（約60年に1度・無形民俗文化財）、三つ山大祭（約20年に1度・有形民俗文化財） - 射楯兵主神社／播磨国総社。
- 世界遺産姫路城マラソン（2月下旬）
- 姫路城駅伝大会（2月上旬）
- ひめじ環境フェスティバル（9月下旬）
- 姫路大道芸ワールドフェスティバル（10月下旬）

### スポーツチーム
- 日本製鉄瀬戸内硬式野球部 - 社会人野球の企業チーム。
- ASハリマ アルビオン
- エストレラ姫路 - 社会人サッカークラブ。
- ヴィクトリーナ姫路
- 姫路イーグレッツ
- 山陽特殊製鋼陸上競技部
- 姫路木下ボクシングジム
- 山陽クラウンズ - 過去に存在したプロ野球チーム。
- 姫路GoToWORLD - 過去に存在したプロ野球チーム。

## 姫路を舞台にした作品・ロケが行われた作品
万葉集
- 風吹けば波か立たむとさもらひに都太の細江に浦隠り居り / 山部赤人（巻6-945、都太の細江は飾磨区津田・飾磨区細江）
- 円方の湊の渚鳥波立てや妻呼び立てて辺に近付くも / 作者未詳（巻7-1162、円方の湊は的形か）
- 絶等寸の山の尾の上の桜花咲かむ春べは君し偲はむ / 播磨娘子より石川君子へ詠める歌（巻9-1776、絶等寸の山は姫山か）
- 君なくはなぞ身装はむ櫛笥なる黄楊の小櫛も取らむとも思はず / 同上（巻9-1777）
- わたつみの海に出でたる飾磨川絶えむ日にこそ我が恋止まめ / 作者未詳（巻15-3605）
- 家島は名にこそありけれ海原を我が恋ひ来つる妹もあらなくに / 遣新羅使（巻15-3718）

映画
- 大奥（2006年）
- ラスト サムライ（2003年）
- リターナー（2002年）
- 明治天皇宇宙の旅（1988年）
- トラック野郎・爆走一番星（1975年）
- 007は二度死ぬ（1967年）
- 女の園（1954年）

アニメ
- こうしす!こちら京姫鉄道広報部システム課（Webアニメ）

テレビドラマ
- てるてる家族（NHK連続テレビ小説、2003年）
- 軍師官兵衛（大河ドラマ、2014年）
- あさが来た（NHK連続テレビ小説、2015年）
- おむすび

怪談
- 播州皿屋敷
- 天守物語

小説
- 播磨灘物語

その他
- 永遠の愛を誓って（闘病記・書簡集）

## 名誉市民
- 都築正男[22]
- 石見元秀[22]
- 吉田豊信[22]
- 戸谷松司[22]
- 桂米朝[22]
- 堀川和洋[22]
- 高田賢三[53]

## 出身者
※印は姫路ふるさと大使（ひめじ観光大使）に任命されている　

### 歴史上の人物
- 黒田孝高（官兵衛、如水）（戦国武将）
- 黒田長政（福岡藩初代藩主）
- 栗山利安（現・栗山町付近、黒田二十四騎筆頭）
- 井上之房（黒田二十四騎）
- 母里友信（黒田二十四騎）
- 後藤基次（又兵衛）（黒田二十四騎、旧神東郡山田村）
- 宮本武蔵（剣術家）※異説あり
- 香川修徳（江戸時代の医師）
- 河合道臣（寸翁）（姫路藩家老）
- 河合宗元（勤王志士）
- 高橋赳太郎（剣術家）

### 政治・経済
政治家
岩田弘志（第19-22代室蘭市長）
清瀬一郎（第49・50代衆議院議長、旧飾磨郡夢前町出身）
藤原昭（元奈良市長）
奥田八二（第10・11・12代福岡県知事）
熊野正士（参議院議員、放射線科医）
古河和一郎（衆議院議員、大阪計理士会長）
松本十郎（元防衛庁長官）
- 官僚
  - 杉本和行（官僚・公正取引委員会委員長）[55]
  - 太田新生（外交官・駐リビア大使、ヒューストン総領事）
  - 牛尾光宏（厚生労働技官・厚生労働省大臣官房審議官、ベトナム保健省アドバイザー）

実業家
井上貞治郎（レンゴー創業者）
立川熊次郎（立川文庫創業者）
高井利一郎（高井織物社長、万里銀行取締役）
高井利平（地主、万里銀行頭取）
野田誠三（阪神電気鉄道元社長・会長。阪神タイガース元オーナー。阪神甲子園球場の設計者）
太田敏郎（ノーリツ創業者）
牛尾梅吉（資産家、牛尾合資会社代表社員、姫路水力電気社長、姫路銀行頭取、姫路商工会議所会頭）
牛尾健治（牛尾合資会社代表社員、中国合同電気社長、神戸銀行副頭取、姫路商工会議所会頭）
牛尾治朗（ウシオ電機創業者・代表取締役会長、経済同友会特別顧問、元経済財政諮問会議議員）
牛尾友次（資産家、大阪堂島米穀取引所取引員、牛尾友次商店店主）
尾上壽作（グローリー工業社長）
尾上壽男（グローリー名誉会長、姫路商工会議所顧問）
永井一夫（旧姓・牛尾、神戸スターレーン、日真ガラス各社長）
永井彦蔵（紙商、姫路米穀取引所理事、資産家）
濱本八治郎（姫路商業銀行頭取、姫路瓦斯社長） - 先代八治郎は明治期、姫路商事界の重鎮であった。
濱本八二郎（姫路瓦斯社長）
滝崎武光（資産家、キーエンス創業者）
谷口恒（ZMP創業者）
森下洋一（パナソニック相談役、学校法人関西学院理事長、元関西経済連合会副会長）
松田憲幸（ソースネクスト創業者、ポケトーク開発者）
山岸八郎（フジッコ創業者）
伊賀泰代（人事コンサルタント）
児島絹子（東京ソワール創業者）
本庄藤次（金貸業、一星商事代表取締役、資産家）
二木一一（フタギ創業者、ジャスコ会長）
二木英徳（ジャスコ社長、イオン名誉相談役、日本体操協会会長）

### 芸能・マスコミ
歌手
竹中雄大（Novelbright）
松浦亜弥
豊川誕
藤野ひろ子
吉田真里子
宇多川都
種浦マサオ
小林幸恵（別名「ニッキー・モンロー」）
丘みどり（演歌歌手）
ギャル曽根（高校卒業後から上京までの3年半を姫路市に居住）
田中潤（ゲントウキ）
兵庫ケンイチ
michi.（S.Q.Fのボーカリスト。元MASCHERA）
ピコ（ニコニコ動画歌い手）
八木沙季（Lovelys）
上田正樹（幼少期を母親の実家、姫路市で過ごす）
木村昇 (歌手)
増本綺良（櫻坂46）
奥村百花（NGT48 研究生）
俳優
石田政博
藤岡琢也
安原義人（声優、ナレーターとしても活動。相生市出身。東洋大学附属姫路高等学校卒業）
天田益男（声優としても活動）
美木良介
姜暢雄
黒坂真美
江口のりこ（旧飾磨郡夢前町出身）
水野麗奈（初代おけいはん）
田川惠理
東山麻美
間尾茜
木月あかり（宝塚歌劇団（98期））※
落語家・能楽師・浪曲師
桂米朝 (3代目)：人間国宝（重要無形文化財保持者）
京山幸枝若 (初代)（浪曲師）
京山幸枝若 (2代目)（浪曲師、初代の子）
お笑い芸人
名倉潤（ネプチューン）
里見まさと（ザ・ぼんち）
ぜんじろう
藤尾仁志（オクラホマ）
ジョージマン北
秋田久美子（吉本新喜劇）
木村卓寛（天津）
内海崇 (ミルクボーイ)
タレント
尾上由美
音楽バンド
プレイメイツ
THE NEUTRAL
the Underneath
Psycho le Cemu
シンガーソングライター・音楽関係者
きいちろ（S&Lミュージック企画立案スーパーバイザー）
ギタリスト・音楽関係者
植田尚樹
Dr.Tommy
GODRi（ゴリ）（SiMのドラマー）
バレエダンサー
谷桃子
アナウンサー
鳥居睦子（フリー）
遠藤和子（名古屋テレビ）
松本麻衣子（毎日放送）※
小西陸斗 (朝日放送テレビ)※
森直美（静岡朝日テレビ）※
衣笠梨代（テレビ新広島）
北脇太基（日本テレビ）
北村紀一郎 (NHK)
森本深月　（テレビ山口）
YouTuber
竹中関汰
その他の関係者
氷川竜介：編集者、フリーライター
吉田正樹：プロデューサー
ラッパー
Shurkn Pap

### スポーツ
野球
松葉貴大（オリックス・バファローズ→中日ドラゴンズ）
髙田知季（福岡ソフトバンクホークス）
岡本健（元福岡ソフトバンクホークス）
林﨑遼（元埼玉西武ライオンズ）
西川雅人 (元オリックス・バファローズ)
藤原虹気（元埼玉西武ライオンズ）
万永貴司（元横浜DeNAベイスターズ）
嶋尾康史（元阪神タイガース、のち俳優）※
宮本賢治（プロ野球）
弓岡敬二郎（プロ野球）
葉室太郎（プロ野球）
松本正志（プロ野球）
山川猛（プロ野球）
豊田次郎（プロ野球）
的山哲也（プロ野球、捕手、大阪近鉄バファローズ→オリックス・バファローズ→福岡ソフトバンクホークス）
丸尾英司（プロ野球、投手、元オリックス・ブルーウェーブ）
藤城和明（プロ野球）
サッカー
増川隆洋（Jリーグ、京都サンガF.C.）
金永基（Jリーグ、AC長野パルセイロ）
播戸竜二（Jリーグ、FC琉球）
バレーボール
眞鍋政義（元日本代表選手。日本女子代表チーム監督としてロンドンオリンピックで銅メダル）
田中幹保（全日本男子ナショナルチーム監督。旧飾磨郡夢前町出身）
中村祐造（元男子バレーボール選手、元バレーボール男子日本代表監督）
増成一志
栗原恵（広島県江田島市出身。姫路市立大津中学校卒業）
竹下佳江（女子バレーボールチーム「ヴィクトリーナ姫路」の監督に就任）
名田篤史
東谷幸子
ラグビー
山本剣士（トップリーグ、クボタスピアーズ）
ボクシング
大内淳雅
大橋哲朗
亀田史郎（ボクシングトレーナー、亀田三兄弟の父）
佐々木る玖
清瀬天太
竹中関汰
三谷将之
格闘技
安保瑠輝也
相撲
増位山大志郎（元大関。先々代三保ヶ関親方）
大日山廣司（元十両）
山響親方（元幕内巌雄）
陸上競技
渕瀬真寿美（競歩。ロンドンオリンピック競歩代表。20km競歩の日本記録保持者）
競馬
岩田康誠（JRA騎手）
茶木太樹（JRA調教師）
ボブスレー
長岡千里（旧飾磨郡夢前町出身）
柔道
川石酒造之助（柔道家：フランス柔道の父）
プロレス
山崎五紀（旧飾磨郡家島町出身）
ゴルフ
安井純子（旧飾磨郡家島町出身）

### 学術・文化
学者
辻善之助（歴史学者）
高島俊男（中国文学者）
池内紀（ドイツ文学者）
池内了（宇宙物理学者）
大谷千正（音楽学者・作曲家）
広瀬秀雄（天文学者）
三上参次（歴史学者）
和辻哲郎（思想家、哲学者）
駒井卓（動物学者）
難波洋三（考古学者）
武田邦宣（法学者）
都築正男（医学者）
野間幹晴（会計学者）
三和一博（法学者）
尾上久雄（経済学者・大学教授）
亀野淳（教育学者）
末道康之（法学者）
野口孫市（建築家・工学博士）
小林潔司（土木工学者）
宗教家
清水公照（東大寺長老）
森本公誠（東大寺長老）
作家
初井しづ枝（歌人）
和田夏十（脚本家）
車谷長吉（作家、俳人）
五十嵐播水（俳人・医師）
赤尾兜子（俳人、旧網干町）
中村楽天（俳人・ジャーナリスト）
長谷川集平（絵本作家）
鄭義信（脚本家）※
椎名麟三（小説家、脚本家）
阿部知二（小説家）
北川亜矢子（脚本家）
八杉将司（小説家）
寺林峻（小説家、旧夢前町）
藤原無雨（小説家、ライトノベル作家）

### 芸術
漫画家
高橋由佳利
高原けんじ
画家
酒井抱一（絵師）
庭山耕園（日本画家）
長谷川富三郎（版画家）
大松伸洋（画家、現代美術家）
大桐国光（彫刻家、参議院議長公舎設置の彫刻「夏」の制作者）
路上詩人
軌保博光（ほかに映画監督。元・お笑い芸人）
アニメーター
平岡正幸（アニメーター）
書道家
望月虚舟
写真家
小川晴暘
ファッションデザイナー
高田賢三（生まれは神崎郡。姫路市立野里小学校卒業）
グラフィックデザイナー
平野敬子
ゲームデザイナー
桝田省治

### その他
- 宇敷赳夫（台湾総督府交通局技師（1917-1941年）、当時の台北駅・嘉義駅・台南駅などの設計者）
- 菊原静男（川西航空機、新明和工業の航空技術者（1906-1991年）、飛行艇の第一人者）